# ピッツバーグ
ピッツバーグ（英語: Pittsburgh）は、アメリカ合衆国のペンシルベニア州南西部に位置する都市。アリゲニー台地上、アレゲニー川とモノンガヒラ川が合流し、オハイオ川の起点となっている地点を中心に広がっている。ダウンタウンはその合流点近くの2つの川に挟まれた地帯に広がり、ゴールデン・トライアングルと呼ばれている。市域人口は302,971人（2020年国勢調査）。アレゲニー郡を中心に7郡にまたがるピッツバーグ都市圏は2,356,285人、この都市圏にオハイオ州スチューベンビルの都市圏、および周辺の2つの小都市圏を加えた広域都市圏は2,657,149人（いずれも2020年国勢調査）の人口を抱えている。
ピッツバーグという地名は、フレンチ・インディアン戦争の際にこの地に建てられていたフランス軍のデュケイン砦に進攻し、フランス軍を撤退に追い込んだイギリス軍のジョン・フォーブズ将軍がウィリアム・ピット（大ピット）にちなんで1758年につけたものであった。アメリカ独立戦争中、フィラデルフィアよりも西へ届いた合法の郵便路線はこのピッツバーグを通るものだけであった。1794年に正式な町となり、1816年に市制を施行した。市旗・市章は市の発足までにペンシルベニア・ダッチが流入し影響力をもったことを示唆している。
地元のNFLチーム「スティーラーズ」の名にも見られるように、かつては鉄鋼生産の中心地として栄えた。1970年代にオイルショック、1980年代中盤に安価な輸入鉄鋼が、それぞれ地域の鉄鋼業を衰退させた。メロン財閥とロックフェラー家は鉄鋼業に見切りをつけ、地域のハイテク産業・保険・教育・金融に投資をした。その経験は2007年に始まったサブプライムローン問題や世界金融危機でも生きた。全米のみならず全世界を巻き込んだこの経済危機の最中にあっても、ピッツバーグの住宅市場は比較的安定し、2008年に入ってもピッツバーグにおける求人は増加していた。こうした再生の成功は、バラク・オバマが2009年9月に開催された第3回20か国・地域首脳会合の開催地としてピッツバーグを選んだ要素となった。
ピッツバーグは学術都市でもある。カーネギーメロン大学・デュケイン大学・ピッツバーグ大学など、多数の大学が市内および都市圏内にキャンパスを置く。カーネギーメロン大学とピッツバーグ大学がキャンパスを置いているオークランド地区は、高等教育・研究機関や文化施設が特に集中している。

## 歴史

### 初期
1669年にフランス人探検家のロベルト・デ・ラ・サールは、ケベックからオンタリオ湖を上り、オハイオ川を下る探検の最中に、ヨーロッパ人としては初めてこの地に足を踏み入れた。1717年、ヨーロッパ人商人はオハイオ川・アレゲニー川・モノンガヒーラ川の流域に交易所と入植地を建設し、ピッツバーグの歴史が始まった。

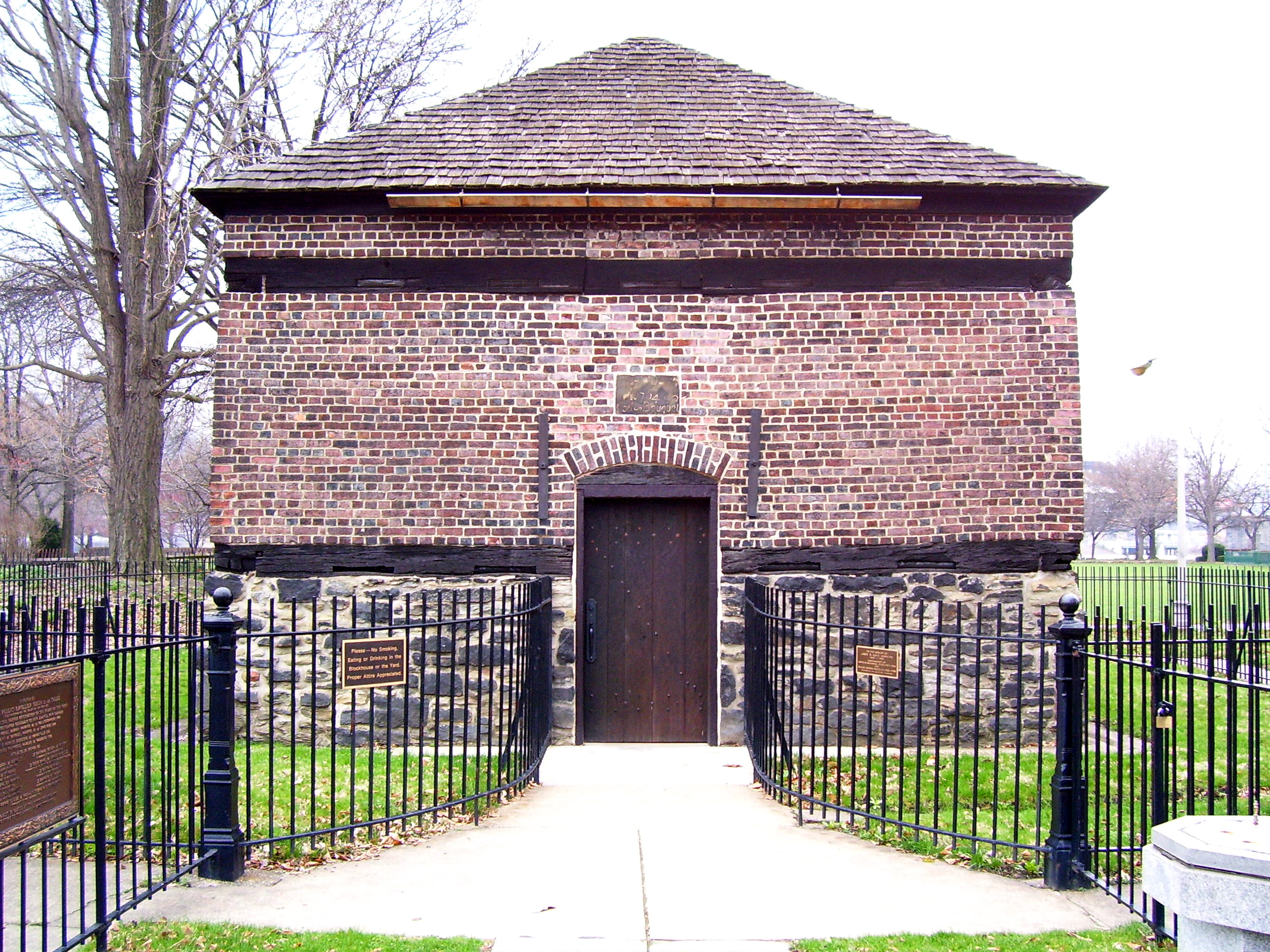
ピット砦の小要塞跡。1764年に建てられたピッツバーグに現存する最古の建造物である。

1749年にケベックに駐留していたフランス軍は、カナダの植民地とフランス領ルイジアナとを川で結ぶことを狙ってアレゲニー川を下り、モノンガヒラ川との合流点に当たるこの地に進軍した。バージニア植民地総督を務めていたイギリス人のロバート・ディンウィドルは、フランス軍がこの地から撤退するように警告するため、ジョージ・ワシントン少佐をこの地に派遣した。1753年から翌1754年にかけて、イギリスはこの地にプリンス・ジョージ砦を突貫で建てたが、フランス軍はこの砦に進攻してイギリス人を撤退させ、その跡地にデュケイン砦を建てた。やがてフランスは1669年のラ・サールによるこの地の発見を引き合いに出して、オハイオ川流域の支配権を主張すると、その支配権をめぐってイギリスとフランスとの間でフレンチ・インディアン戦争が勃発した。エドワード・ブラドック将軍による1度目のデュケイン砦進攻（モノンガヘイラの戦い）は失敗に終わったが、1758年に行われたジョン・フォーブズ将軍による2度目の進攻は成功し、フランス軍をデュケイン砦から撤退させ、砦を破壊させた。その後フォーブズはこの地にウィリアム・ピットにちなんでピット砦を建てることを命じ、この入植地をピッツボローと名付けた。このピッツボローという地名は、その後1794年にピッツバーグに縮められた。
1763年に勃発したポンティアック戦争の最中にピット砦はオハイオ川流域や五大湖周辺のネイティブ・アメリカンの部族によって2ヶ月間にわたって包囲された。ヘンリー・ブーケット大佐はブッシーランの戦いでネイティブ・アメリカン軍を破り、ピット砦を開放した。1768年にはスタンウィックス砦条約が締結され、イロコイ連邦の領土がアメリカ合衆国に割譲され、現在のピッツバーグ市域のうち、ノース・サイドを除く地域がペンシルベニアに編入された。1784年には2度目のスタンウィックス砦条約が締結され、現在のノース・サイドを含む、オハイオ川以北の地域、およびアルゲイニー川流域もペンシルベニアに編入された。一方、この地は植民地時代から、バージニアとの間で州境線をめぐって係争になっていたが、1780年に両州の合意により、メイソン＝ディクソン線を西方へ延長することで決着した。ピッツバーグは1785年にペンシルベニア州の所有となった。その後1794年にはピッツバーグが正式にペンシルベニア州の郡区となり、1816年には市に昇格した。

### 産業の発展

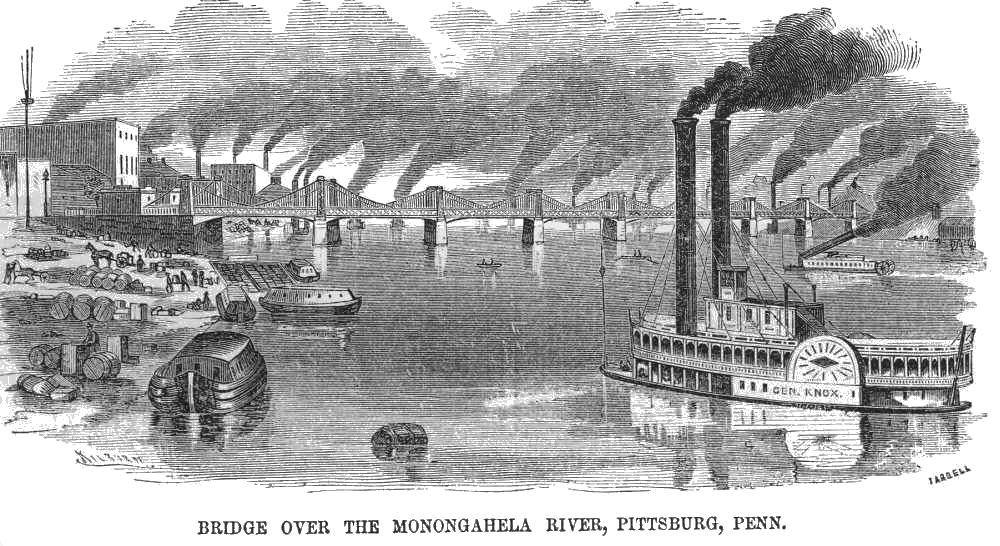
モノンガヒラ川河岸風景（1857年）

独立戦争が終わると、ピッツバーグにはさまざまな産業が発展していった。ピッツバーグにおける初期の産業は、オハイオ領土に船で入ろうとする入植者をターゲットにした造船業であった。18世紀末には、ピッツバーグにはガラス産業が興った。1815年頃には、ピッツバーグは鉄、真鍮、錫、およびガラス製品の一大生産地となっていた。1830年代には、ウェールズのメルスィル・ティッドヴィルで起きた暴動により、同地の鉄鋼労働者が大量にピッツバーグに移入してきた。1857年頃には、ピッツバーグには1,000棟の工場が建ち並び、年間2200万ブッシェルの石炭を消費していた。
南北戦争は鉄や軍用品の需要を生み、ピッツバーグの地域経済を潤した。1875年には、アンドリュー・カーネギーが近郊のノース・ブラドック町にエドガー・トムソン鉄工所を創設し、ピッツバーグ地域における鋼の生産が始まった。この鉄工所は後にカーネギー・スチール・カンパニー（Carnegie Steel Company）となった。カーネギー・スチールはヘンリー・ベッセマーの発明した鋼の精錬法を導入することによって成長した。1901年、カーネギー・スチールはフェデラル・スチール・カンパニー、およびナショナル・スチール・カンパニーと統合され、USスチールが設立された。全米最大の鉄鋼会社となったUSスチールの本社はピッツバーグに置かれ、またジョーンズ・アンド・ロックリン・スチールなどもあり、鉄鋼業界におけるピッツバーグの地位を確立させた。1910年代には、全米で生産される鉄鋼の1/3から1/2がピッツバーグで生産されていた。
産業の発展に伴って人口も急増した。1910年には、ピッツバーグは人口533,905人を抱え、ニューヨーク（4,766,883人）、シカゴ（2,185,283人）、フィラデルフィア（1,549,008人）、セントルイス（687,029人）、ボストン（670,585人）、クリーブランド（560,663人）、ボルチモア（558,485人）に次ぐ全米第8の都市に成長していた。50万人を超える住民の多くは、エリス島を通って移入してきたヨーロッパ人移民であった。
1913年11月1日、アメリカ初のガソリンスタンドが市内で営業を開始。モータリゼーションが発達する契機となった。

### マシーン政治と市政改革
産業の町として急速に発展したピッツバーグでは、実業界の指導者がそのまま政治の指導者であり、選出・任命される幹部公務員もまた自分の事業を抱えていた。市の公共投資は彼らの事業に便宜を図るように実施されてきた。
アメリカ合衆国の諸都市では、19世紀後半に人口が増えて労働者の票が選挙に不可欠になると、中・下層の市民に個別的な便宜をはかって集票し、それを市政支配のために用いるマシーンが登場した。ピッツバーグのマシーンは、市職員から頭角を現したクリストファー・マギーと、労働者から実業家に成り上がったウィリアム・フリンが1880年に築いた共和党のマギー・フリン・リングと呼ばれるもので、1901年までピッツバーグの政治を完全に支配した。マギーとフリンは自らは基本的に公職につかず、親族・友人・部下たちを市議会議員に当選させ、議員を通じて思いのままに幹部職員の任命を行なった。実施される市の政策、公共事業はフリンの企業に利益をもたらすようにされた。
マシーン支配は利益誘導によって中・下層の大衆の支持を獲得するものであったが、腐敗から利益を得ない企業の経営者や、医師・弁護士などの専門職は不満を抱えていた。彼らは19世紀末から市政改革運動を起こして、マシーンの腐敗を追及し、市民リーグを結成した。1899年にマシーンからの造反者が市民党を作って市民リーグと手を結び、1901年にマギーが死ぬと、マギー・フリン・リングは選挙で敗れ、急速に崩壊した。1905年には民主党の市政改革派ジョージ・グズローが市長に当選した。市政改革は必ずしも市民参加をうながすものではなく、むしろ逆に、参加の機会を遮断することでマシーンを解体し、集権的・専門的な市政を作る方向に進んでいった。

### 衰退と再生

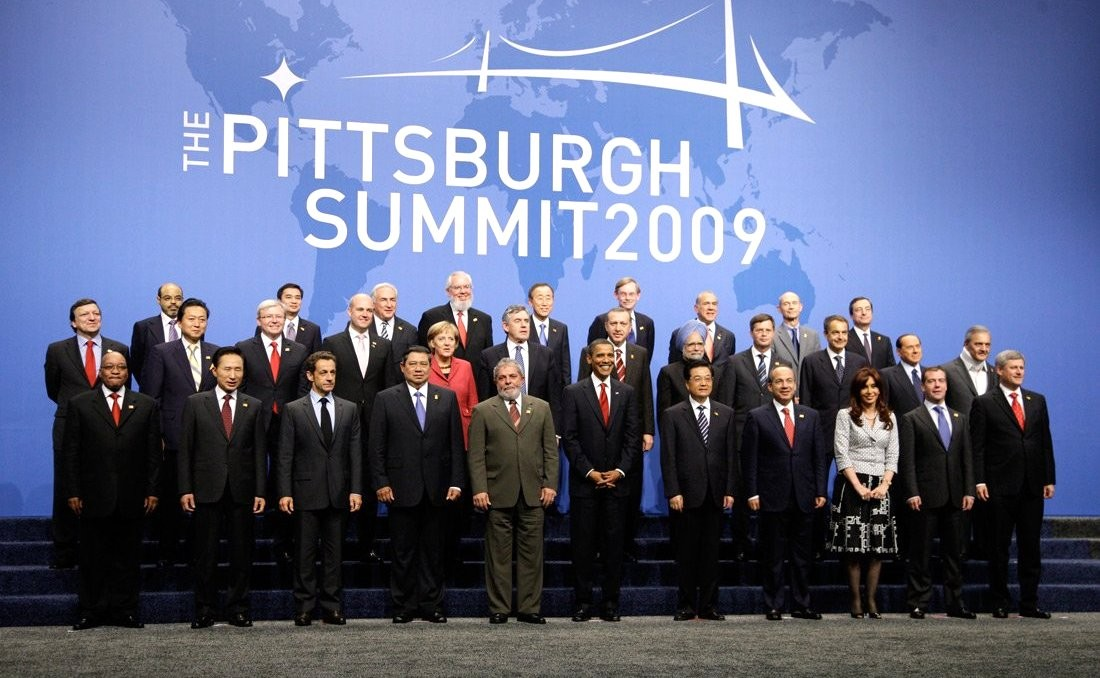
2009年、ピッツバーグはG20サミット開催地として世界の首脳を迎えた。

第二次世界大戦中には、ピッツバーグでは9500万トンもの鉄鋼が生産された。しかし、この頃になると、石炭を燃やしたり、鉄鋼を生産したりするのに伴う大気汚染により、スモッグが発生するようになった。大気汚染自体は1868年にボストンの作家・漫画家ジェームズ・パートンがピッツバーグをhell with the lid off（恐ろしいもののありったけを見せられた地獄）と評したように既に現れていたが、それがおよそ80年経って顕在化した形になった。1960年代に入ってもピッツバーグの産業は発展を続けていたが、1970年代に入ると、地元鉄鋼業は衰退に転じた。工場は相次いで閉鎖に追い込まれ、街には大量の失業者があふれた。しかし1980年代に入ると、ピッツバーグは鉄鋼業に依存していた従前の産業構造から脱却し、ハイテク、保険、教育、金融、サービス業を中心とした地域経済へと移行することにより、活気を取り戻した。
こうしてピッツバーグは再生を遂げた。2007年に始まったサブプライムローン問題に端を発した、2000年代後期の世界的な金融危機とその後の不況の中においても、ピッツバーグでは雇用や住宅価格がアメリカ合衆国内の他地域に比較して安定し、地域経済の強さを見せ付けた。2009年5月、バラク・オバマは第3回20か国・地域首脳会合の開催目的である、金融と世界経済の「再生」というイメージを強調するため、当初はニューヨークで開かれる予定になっていたこの会合の開催地を、再生の成功体験を持つピッツバーグに変更した。「G20ピッツバーグ・サミット」とも呼ばれるこの会合は、2009年9月24日・25日にダウンタウンのデイヴィッド・L・ローレンス・コンベンション・センターで開催された。しかし、1950年のピーク時に676,806人を数え、全米12位の規模であった人口はその後激減し、2020年にはピーク時の半分以下、302,971人（全米68位）にまで減った。

## 地理
ピッツバーグは北緯40度26分30秒 西経80度0分0秒 / 北緯40.44167度 西経80.00000度に位置している。市はフィラデルフィアの西約490km、クリーブランドの南東約200kmに位置している。アメリカ合衆国統計局によると、ピッツバーグ市は総面積151.1km²（58.3mi²）である。このうち143.9km²（55.5mi²）が陸地で7.1km²（2.8mi²）が水域である。総面積の4.75%が水域となっている。

### 地形

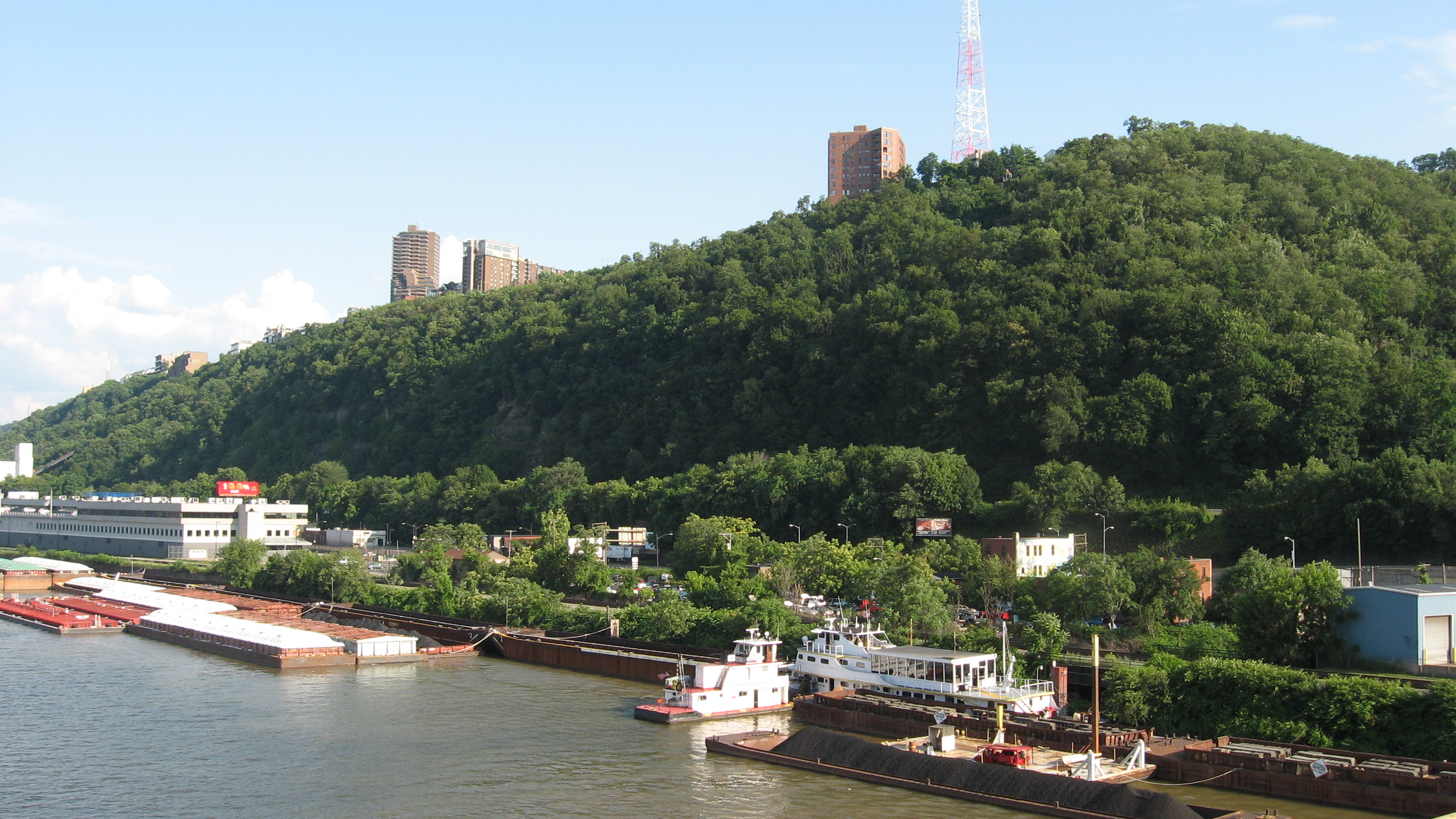
オハイオ川南岸からマウント・ワシントン地区を見上げる

ピッツバーグはアレゲニー台地上、北東から流れてくるアレゲニー川と南東から流れてくるモノンガヒラ川が合流し、オハイオ川となる地点に位置している。ダウンタウンは合流点近く、アレゲイニー川とモノンガヒララ川に挟まれた「ゴールデン・トライアングル」と呼ばれる地域に形成されている。合流点はポイント州立公園となっており、単に「ザ・ポイント」（The Point）と呼ばれることもある。
同じアルゲイニー台地上に位置する都市でも、最終氷期において氷河に覆われ、侵食された地域に立地するアクロンやヤングスタウンの地形が比較的なだらかであるのに対し、氷河に覆われず、浸食を受けていなかった地域に立地するピッツバーグの地形は起伏に富んでいる。特にモノンガヘイラ川の南岸は川の近くまで急峻な崖が迫る地形となっているため、急勾配の坂道や自動車の通行が不可能な階段が多く、市の南側からダウンタウンに通ずる道路は標高差を克服するために丘の下に長大なトンネルを掘って坂の勾配を緩やかにしており、また崖上と崖下はインクラインと呼ばれる2本の鋼索鉄道で結ばれている。アルゲイニー川の北岸も丘が連なる起伏に富んだ地形となっており、勾配の急な坂道が多い。ダウンタウンの東側は北側や南側に比較すると若干なだらかではあるものの、やはり丘が連なっており、ダウンタウンは丘に囲まれた盆地の様相を呈している。
そのような地形の土地に市域が広がり、市街地や住宅地が形成されているため、ピッツバーグの標高は地区によってかなりの開きがある。ダウンタウンの標高は220-250m程度、オハイオ川の河岸は標高216mであるが、崖上のマウント・ワシントン地区の標高は約320-350mと、河岸から一気に100m以上高くなる。北端のペリー・ノース地区に立地するアルゲイニー天文台の標高は372mである。また、ダウンタウンの東に広がるオークランド地区の標高は270-310mほどである。

### 気候
ピッツバーグはケッペンの気候区分でこそ温暖湿潤気候（Cfa）に属するものの、大西洋沿岸のニューヨーク、フィラデルフィア、ボルチモアなどと比べると冬の寒さは厳しく、またエリー湖・オンタリオ湖南岸のクリーブランド、エリー、バッファロー、ロチェスターほどではないものの降雪も多く、実際には中西部の大部分に分布する大陸性の亜寒帯湿潤気候に近い気候である。最も暑い7月の平均気温は23℃ほどで、日中はときどき30℃を超える。最も寒い1月の平均気温は氷点下2℃で、夜は氷点下15℃以下に下がることもある。降水量は夏季の5-8月にかけて多く、月間90-110mm程度に達するが、その他の月はほぼ一定しており、月間60-80mm、年間970mm程度である。また、12月から3月にかけての月間降雪量は14-19cm、年間降雪量は75cm程度である。
|               | 1月  | 2月  | 3月  | 4月  | 5月   | 6月   | 7月  | 8月  | 9月  | 10月 | 11月 | 12月 | 年    |
| ------------- | ---- | ---- | ---- | ---- | ----- | ----- | ---- | ---- | ---- | ---- | ---- | ---- | ----- |
| 平均気温（℃） | -2.0 | -0.5 | 4.2  | 10.5 | 15.6  | 20.4  | 22.6 | 21.9 | 17.8 | 11.5 | 6.1  | 0.2  | 10.8  |
| 降水量（mm）  | 68.6 | 61.0 | 76.2 | 78.7 | 101.6 | 109.2 | 96.5 | 88.9 | 78.7 | 58.4 | 81.3 | 73.7 | 972.8 |
| 降雪量（cm）  | 19.1 | 17.5 | 14.7 | 2.0  | -     | -     | -    | -    | -    | 0.3  | 6.6  | 14.2 | 74.4  |

### 都市概観

ピッツバーグ・ダウンタウン（Central Business Districtと表示）を含む90の地区の位置を示す地図

ピッツバーグ市域はピッツバーグ・ダウンタウンと、その周りを取り囲むノース・サイド、サウス・サイド、イースト・エンド、ウェスト・エンドの4つの地域に大別される。これらの地域はさらに細分化された、全部で90の地区に分けられる。
ピッツバーグ・ダウンタウンはアレゲニー川とモノンガヒラ川に挟まれた、約1.7km²の三角形状の土地に密にまとまっている。ダウンタウンにはピッツバーグで最も高い建物であるUSスチール・タワーをはじめ、多数の高層・超高層の建築物が建ち並んでいる。ダウンタウン内、アレゲニー川沿いの14ブロックにわたる地区は、もともとは赤線地帯であったが、1984年に創設されたピッツバーグ文化トラストにより、劇場や美術館などの芸術・文化施設が建ち並ぶ文化地区へと変貌した。また、ダウンタウンには新しいコンドミニアムが建設されたり、古いオフィスビルがアパートに転用されたりと、職住近接型の住宅地も形成されてきている。

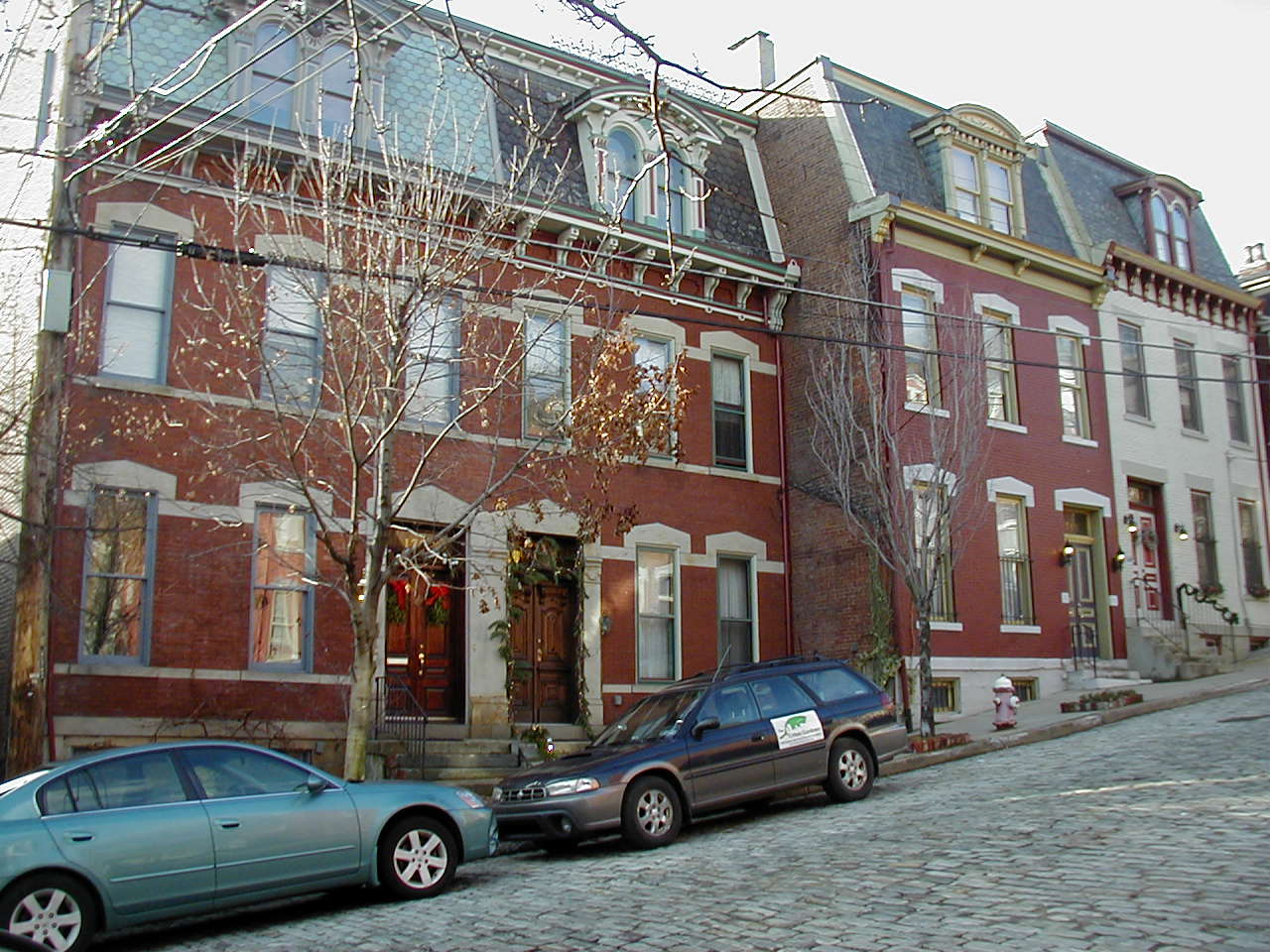
ノース・サイドの家並み

ノース・サイドはアレゲニー川・オハイオ川の北岸に広がっている。この地域は、もともとはアレゲニーシティという、ピッツバーグとは別個の都市であったが、1907年にピッツバーグに編入され、今日に至っている。ノース・サイドは主に古くからの住宅街であり、19世紀に建てられたヴィクトリア様式の家屋が建ち並んでいる。これらの家屋は主にレンガ造もしくは石造で、木工品、セラミックスのタイル、スレートの屋根、ステンドグラスなどで装飾されている。一方、ノース・サイドの中でも、アレゲニー川沿い、ダウンタウンの対岸に位置するノース・ショア地区はダウンタウンの延長とも言えるような地区になっており、野球のPNCパーク、およびフットボールのアクリシュア・フィールドという、ともに2001年に完成した2つのスタジアムが建っているほか、カーネギー科学センターやアンディ・ウォーホル美術館などの文化施設も建っている。

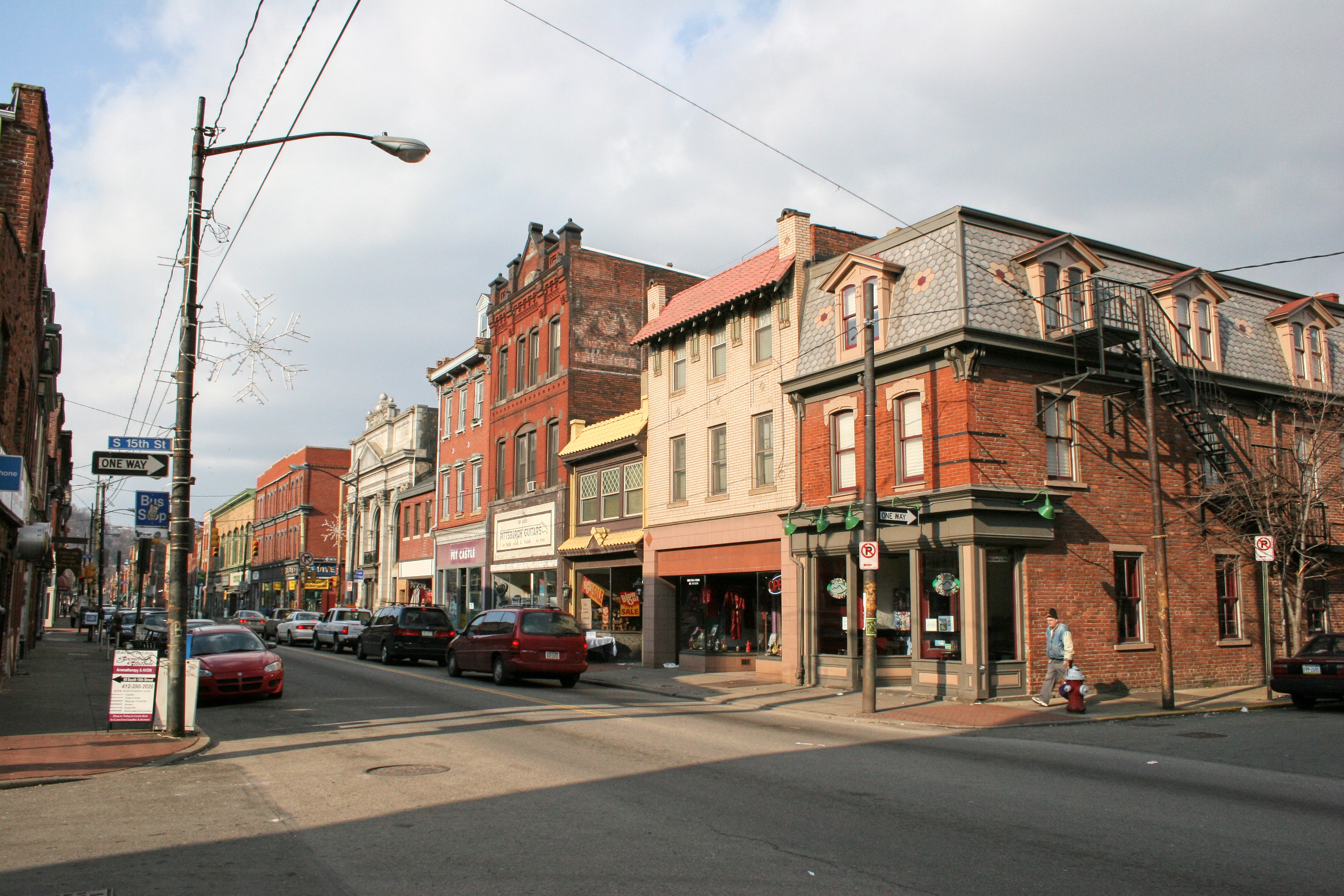
カーソン・ストリートの街並み

モノンガヒラ川の南岸に広がるサウス・サイドは、かつては鉄鋼業に従事する労働者が住み着いた、安価な住宅が建ち並ぶ密度の高い住宅街であった。しかし1990年代以降、この地域では再活性化が図られ、商業も発展してきている。その例の1つがカーソン・ストリートで、通り沿いに各種店舗、民族料理店、バーやナイトクラブなどが建ち並ぶ商業地・歓楽街へと変貌を遂げた。1993年、ピッツバーグ都市再開発局はサウス・サイド・ワークスの製鉄所の敷地を買い取り、地域コミュニティや不動産開発業者と協働でオフィス、住宅、保健施設、川沿いの公園、ピッツバーグ・スティーラーズやピッツバーグ大学パンサーズが使用する屋内フットボール練習場を建設する再開発マスタープランを立てた。建設は1998年に始まり、2002年にサウスサイド・ワークスという、店舗、飲食店、オフィスを持つ複合商業施設として開館した。2007年には、アメリカン・イーグル・アウトフィッターズが北郊のウォーレンデールからこのサウスサイド・ワークスに本社を移転した。

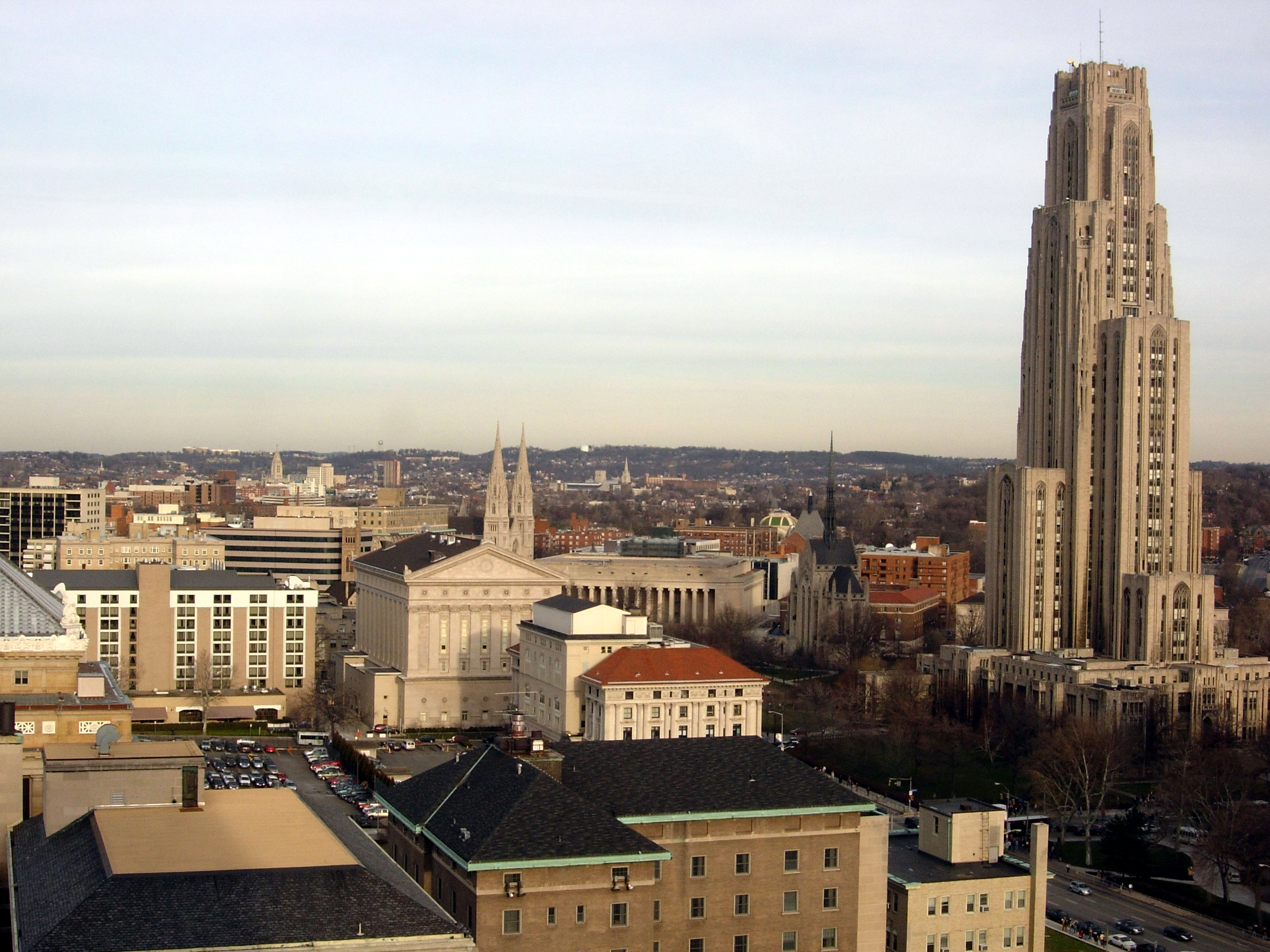
オークランド地区

ダウンタウンの東に広がるイースト・エンドは地区ごとによって様々な形態に発展している。カーネギーメロン大学やピッツバーグ大学がキャンパスを置き、文化施設が集中するオークランド地区は市の文教地区となっている。そのためオークランド地区には学生が多く住んでいる。一方、オークランド地区の東に広がるシェイディサイド地区やスクイレル・ヒル地区は高級住宅街となっている。シェイディサイド地区の北に広がるブルームフィールド地区はピッツバーグのリトル・イタリーと呼ばれ、イタリア料理店やイタリア雑貨店が軒を連ねている。ブルームフィールド地区のさらに北、アレゲニー川沿いには、芸術家が多く住むローレンスビル地区が広がっている。ローレンスビル地区の西、ダウンタウンの北東にアレゲニー川に沿って広がるストリップ地区は、昼間は露店が立ち並び、夜はナイトクラブが軒を連ねる歓楽街となっている。
オハイオ川の南岸、サウス・サイドの西の地域はウェスト・エンドと呼ばれている。この地域は、ノース・サイドと同様にもともとはピッツバーグとは別個に創設された都市で、テンペランスビルと呼ばれていたが、1872年にピッツバーグに編入された。ウェスト・エンドは専ら住宅街となっている。

### 建築物
| ダウンタウン・ピッツバーグに建つ超高層ビル左: USスチール・タワー 中央: BNYメロン・センター 右: ワン・PPGプレイス  |  | ダウンタウン・ピッツバーグに建つ超高層ビル左: USスチール・タワー 中央: BNYメロン・センター 右: ワン・PPGプレイス |  | ダウンタウン・ピッツバーグに建つ超高層ビル左: USスチール・タワー 中央: BNYメロン・センター 右: ワン・PPGプレイス |
| ダウンタウン・ピッツバーグに建つ超高層ビル 左: USスチール・タワー 中央: BNYメロン・センター 右: ワン・PPGプレイス |  | |  | |

ピッツバーグ市内には高さ150m以上の高層建築物が9棟建っており、そのうちの8棟はダウンタウンに集中している。USスチールの本社ビルとして1970年に建てられた64階建て、高さ256mのUSスチール・タワーは、ピッツバーグで最も高いビルである。1987年にフィラデルフィアにワン・リバティ・プレイスが完成するまでは、ピッツバーグのみならずペンシルベニア州で最も高いビルであった。このビルは、東京都新宿区の新宿住友ビルと同様、上から見ると角が削られた三角形をしている。このUSスチール・タワーに次いで高いのが54階建て、高さ221mのBNYメロン・センター（旧称ワン・メロン・センター）である。このビルには、メロン・フィナンシャルがバンク・オブ・ニューヨークと合併する前に本社を置いていた。BNYメロン・センターに次いで市で3番目に高いのが40階建て、高さ194mのワン・PPGプレイスである。PPGインダストリーズの本社ビルとして建てられたこのビルはガラスメーカーの本社ビルに相応しく、全面ガラス張りになっている。また、屋上の四隅には尖塔が設けられ、中世ヨーロッパの塔を思わせる外観になっている。
このほか、ダウンタウンに建つ高さ150m以上の高層建築物としては、フィフス・アベニュー・プレイス（31階建て、高さ188m）、ワン・オックスフォード・センター（45階建て、高さ187m）、ガルフ・ビルディング（44階建て、高さ177m）、525ウィリアム・ペン・プレース（旧称スリー・メロン・センター、41階建て、高さ158m）、ワン・オリバー・プラザ（旧称フリーマーケッツ・センター、39階建て、高さ156m）が挙げられる。
残りの1棟はオークランド地区にキャンパスを置くピッツバーグ大学のメインの建物、学びの聖堂である。1926年に建設が始められ、1937年に完成したこの42階建て、高さ163mのゴシック・リバイバル建築様式の校舎は、大学の建築物としては全米で最も高く、世界でもモスクワ大学のメイン・ビルディングに次いで高いものである。学びの聖堂の内部には4階分の高さのコモンズ・ルームや、各国ごとのテーマに沿った教室が設けられている。この校舎は1975年に国家歴史登録材に指定された。

## 政治

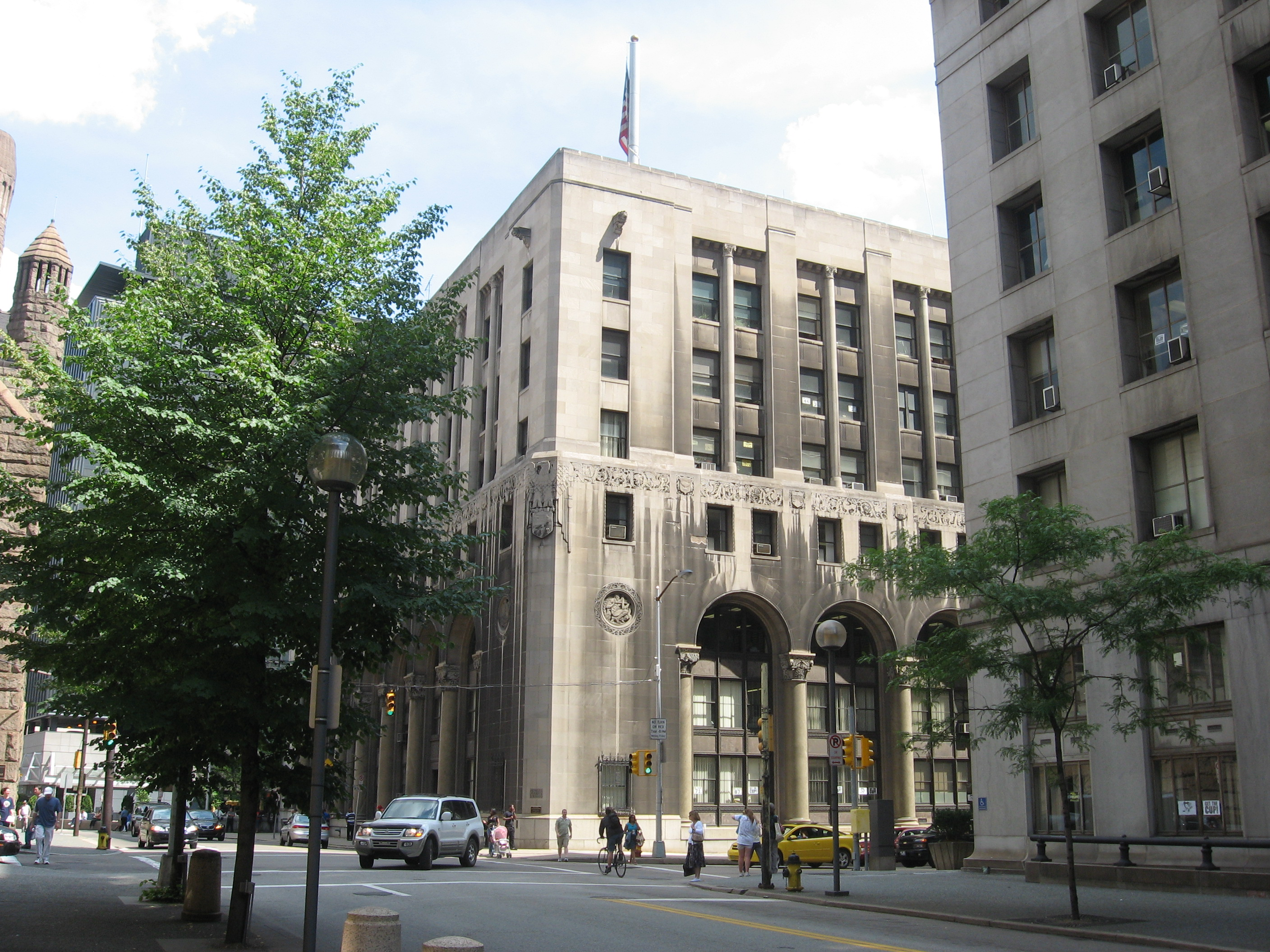
ピッツバーグ市・アルゲイニー郡合同庁舎

ピッツバーグは1856年に最初の共和党全国大会が行われた地である。それ以来、1930年代までは、ピッツバーグでは共和党の勢力が圧倒的に強かった。しかし、1929年の世界恐慌とその後の全米的な不況の中で、ピッツバーグにおける共和党の勢力は急速に弱まった。1934年にウィリアム・N・マクネアが民主党系市長に当選してからは、ピッツバーグでは市長、市議会ともに民主党が優勢である。今日では、ピッツバーグの選挙登録における民主党対共和党の比は5:1になっている。
ピッツバーグ市政府の事務所はピッツバーグ市・アルゲイニー郡合同庁舎に置かれている。ピッツバーグは市長制を採っており、市議会は9人の議員からなっている。市長・市議員の任期はいずれも4年である。ピッツバーグの市議会議員選挙は小選挙区制で、市を9つの選挙区に分けて1名ずつを選出する方式となっている。
2006年9月に当時の市長ボブ・オコンノーが死去した後、市議会議長であったルーク・レイブンストールがオコンノーの任期を完了させるため市長の任に就いた。レイブンストールは就任当時26歳で、ピッツバーグ市史上最年少の市長であった。その後、レイブンストールは2007年に行われた特別選挙、および2009年に行われた通常の市長選挙でも当選した。しかし、2013年の市長選挙には出馬せず、三度目の立候補となった民主党のビル・ペドゥートが市長に当選した。
ペンシルベニア州議会においては、州上院議員選挙区3つ、および州下院議員選挙区9つがピッツバーグ市内にかかっている。また、連邦議会下院議員選挙においては、ピッツバーグはペンシルベニア第14選挙区に属している。

## 経済
19世紀後期から20世紀中盤にかけて、ピッツバーグの地域経済は製鉄業で支えられてきた。
1968年のパットマン報告書によると、メロン財閥がピッツバーグの信託資産総額において72.3％を運用していた。1970年代以降、ピッツバーグはロボット・生物医学技術・核工学などのハイテク産業や、保険・金融・観光・サービス業を中心とした経済へ移行した。
ピッツバーグ都市圏内にはフォーチュン500に入る企業のうち、以下の8社が本社を置いている。
- USスチール - 鉄鋼（全米最大手）
- PPGインダストリーズ - ガラス・化学
- ハインツ - 食品（ケチャップで知られる）
- PNCファイナンシャルサービシズ - 金融

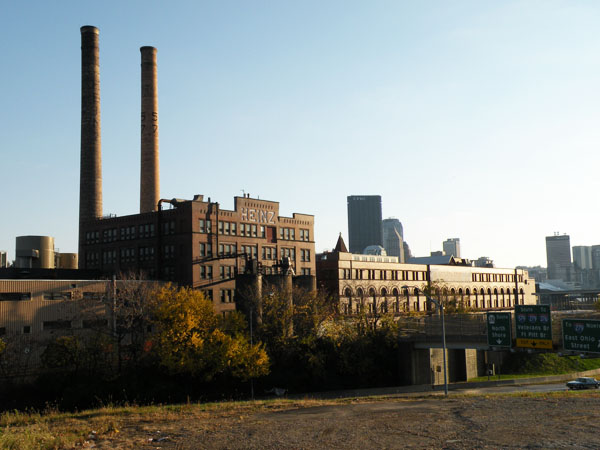
ハインツの本社工場

- ウェスコ・インターナショナル - 電気工事・保守・修理
- アルゲイニー・テクノロジーズ - 鉄鋼・非鉄金属
- マイラン - 製薬
- コンソル・エナジー - 石炭

上記の企業に加え、ピッツバーグはアルミニウム大手のアルコア創業の地であり、現在も同社が重要拠点を置いているほか、バンク・オブ・ニューヨーク・メロンもメロン・フィナンシャルの本社が置かれていたこの地に重要拠点を残している。フェデックスの子会社であるフェデックス・グラウンドは、ピッツバーグ西郊のムーン・タウンシップに本社を置いている。また、ピッツバーグにはドイツの大手製薬会社バイエルの在米法人の本社や、イギリスの大手製薬会社グラクソ・スミスクラインの消費者向け製品部門の本部も置かれている。

## 交通

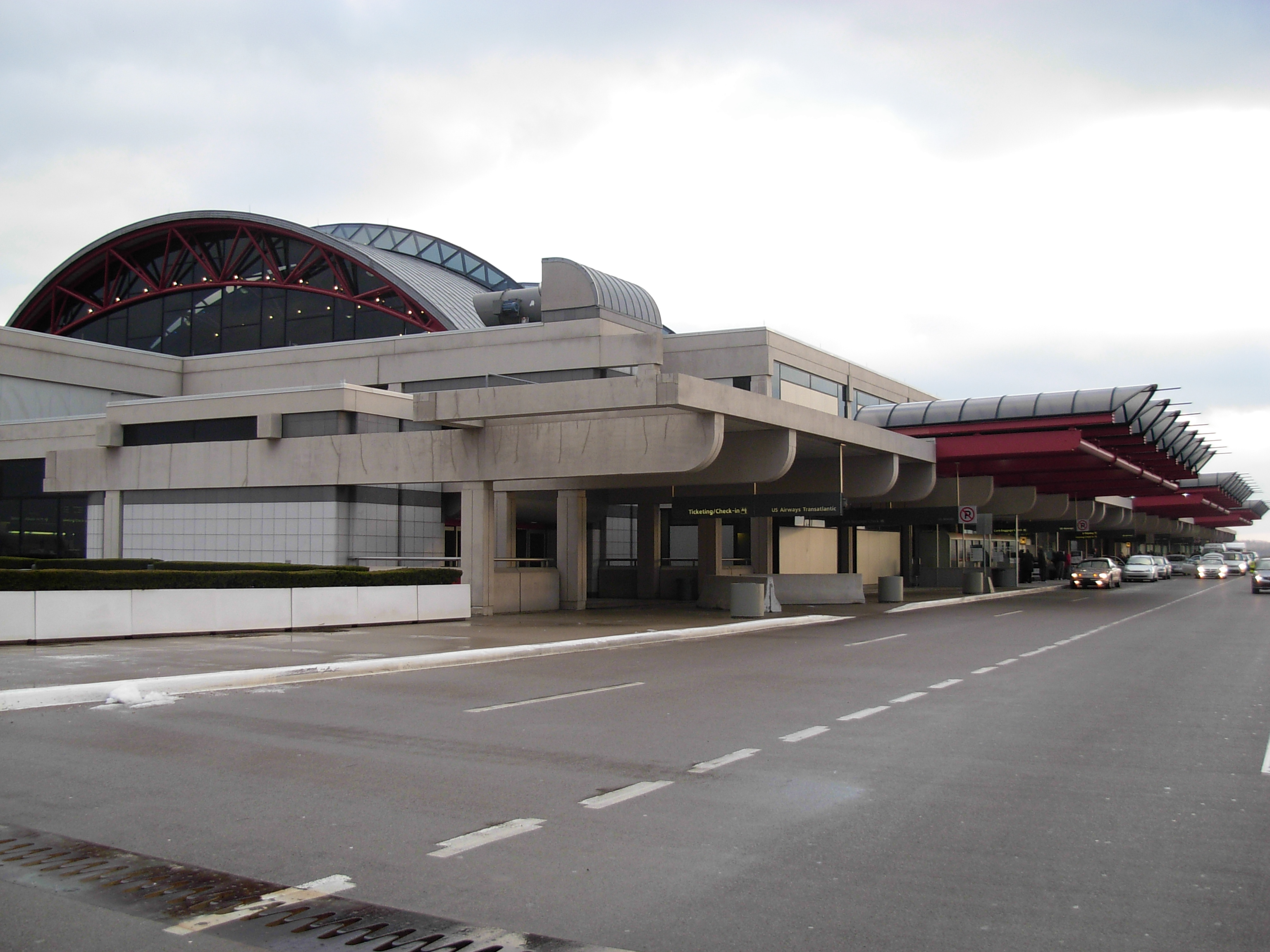
ピッツバーグ国際空港

ピッツバーグの玄関口となる空港はダウンタウンの北西約22kmに立地するピッツバーグ国際空港（IATA: PIT）である。この空港はピッツバーグとその都市圏のみならず、ヤングスタウン、スチューベンビル、ホイーリング、モーガンタウンなど、オハイオ州東部やウェストバージニア州北部を含む広い範囲の空の玄関口ともなっている。この空港は2004年まではUSエアウェイズ最大のハブ空港であったが、同社の経営悪化とアメリカウエスト航空との合併により、ハブ空港どころか焦点空港からも外され、大幅に減便している。しかし、前身のオール・アメリカン・アビエーション創業の地であるピッツバーグとUSエアウェイズの関わりは依然として深く、2007年には、同社のそれまでのフライト・オペレーション・センターを統合する形でピッツバーグにグローバル・フライト・オペレーション・センターが設置された。
ピッツバーグでは州間高速道路70号線、州間高速道路76号東線、州間高速道路79号線の3本の州間高速道路が交わる。I-70は西へホイーリングやコロンバス方面へ、また東へはヘイガーズタウンやボルチモア・ワシントンD.C.方面へと通ずる。I-76は北西へヤングスタウンやクリーブランド・アクロン方面へ、また東へはハリスバーグやフィラデルフィア方面へと通ずる。I-79は北へエリー方面へ、また南へはモーガンタウンやチャールストン方面へと通ずる。

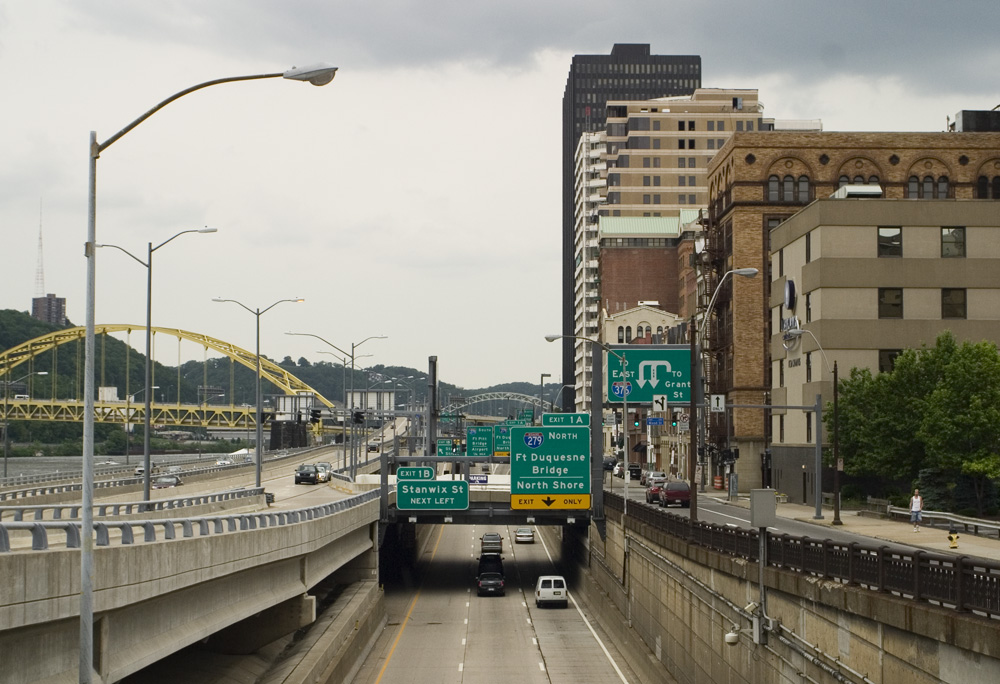
ダウンタウンを通るI-376。左側のアーチ橋はモノンガヘイラ川に架かるフォート・ピット橋

しかし、これらの高速道路は市の周囲を三角形状に取り囲む環状道路となっており、市の中心部にはそれらの支線が通っている。I-76の支線であるI-376は市の東側からスクワーラル・ヒル地区の下に掘られたトンネルやオークランド地区を通って市の中心部へと向かい、ダウンタウンでは南側のモノンガヒラ川北岸を通る。ダウンタウンの西端に至るとI-376はモノンガヒラ川を渡り、南岸の標高差を克服するためにマウント・ワシントン地区の下に掘られたフォート・ピット・トンネルという長大なトンネルを通って西に抜け、ピッツバーグ国際空港を通り、市の北西でI-76本線と交わってさらに北へと走り、州間高速道路80号線へと通ずる。I-79の支線であるI-279は市の北側から市の中心部へと至り、アルゲイニー川を渡ってダウンタウンの西端でI-376に合流する。同じくI-79の支線であるI-579はアルゲイニー川北岸でI-279と分岐し、川を渡ってダウンタウンの東端へと至る。
ダウンタウンにはアムトラックのユニオン駅があり、ワシントンD.C.とシカゴをクリーブランド経由で結ぶ長距離列車キャピトル・リミテッド号が停車する。また、この駅はニューヨークからフィラデルフィアを通ってペンシルベニア州を東西に横断する中距離列車ペンシルベニアン号の西の終点になっている。

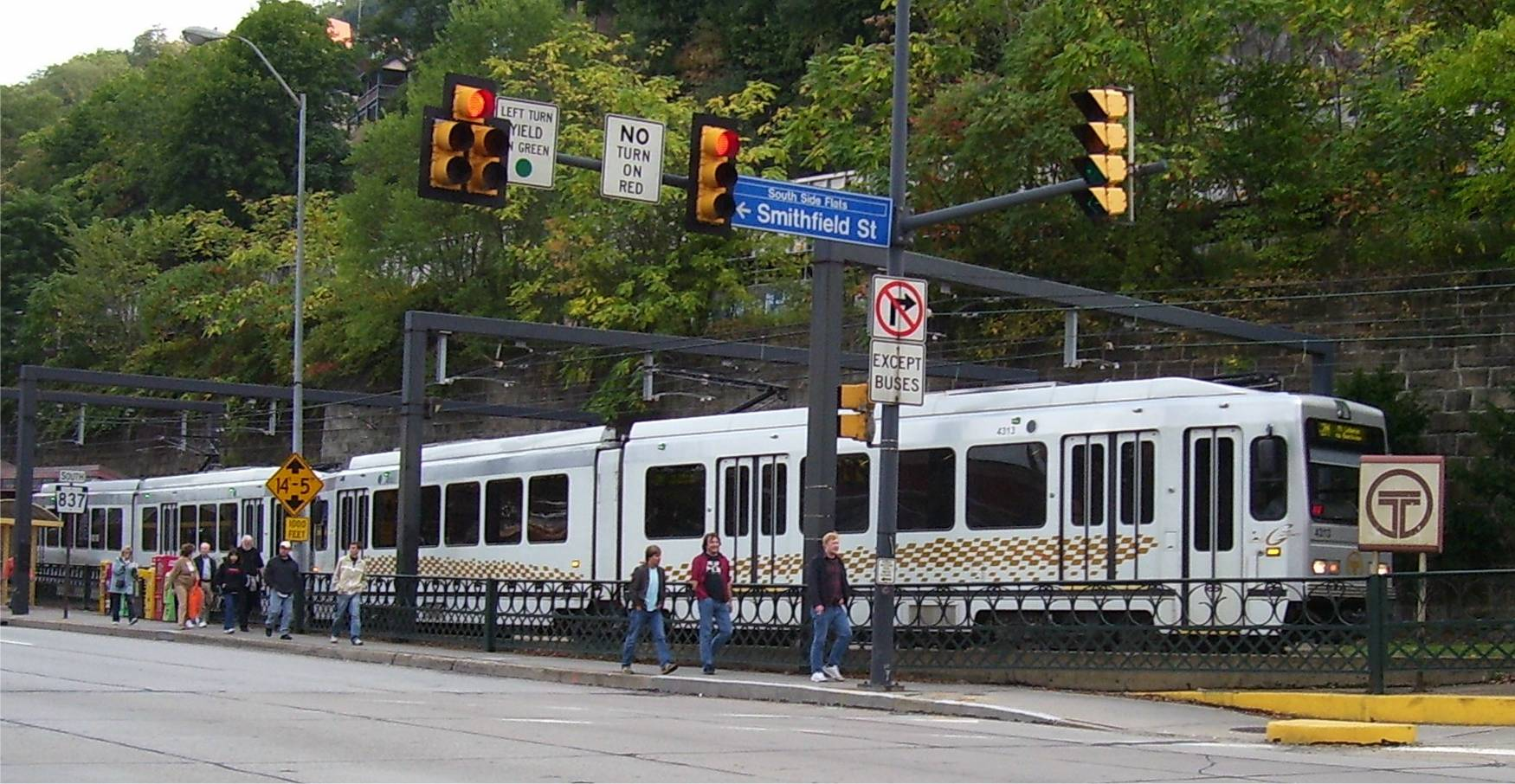
ピッツバーグのライトレール

ピッツバーグの公共交通機関はアレゲニー郡港湾局によって運営されている。同局はダウンタウンから市南部を通り、南郊へと至る4路線のピッツバーグ・ライトレールや、市内を縦横にカバーする路線バス網、モノンガヘイラ川の南岸の急峻な崖を上り下りするモノンガヒラ・インクラインという鋼索鉄道を運営している。ライトレールはダウンタウンでは地下を走っているが、大部分は地上を走っている。また、市の西側、南側、東側へはそれぞれバス専用道が整備されている。
モノンガヒラ・インクラインより下流に設置されている、オハイオ川南岸の崖を上り下りする鋼索鉄道デュケイン・インクラインはアレゲニー郡港湾局とは別個の、非営利の保存協会によって運営されている。1877年に開通したこの鋼索鉄道は、地元住民のみならず、車窓からダウンタウンを一望できる鉄道として観光客にも利用されている。

## 教育

### 高等教育

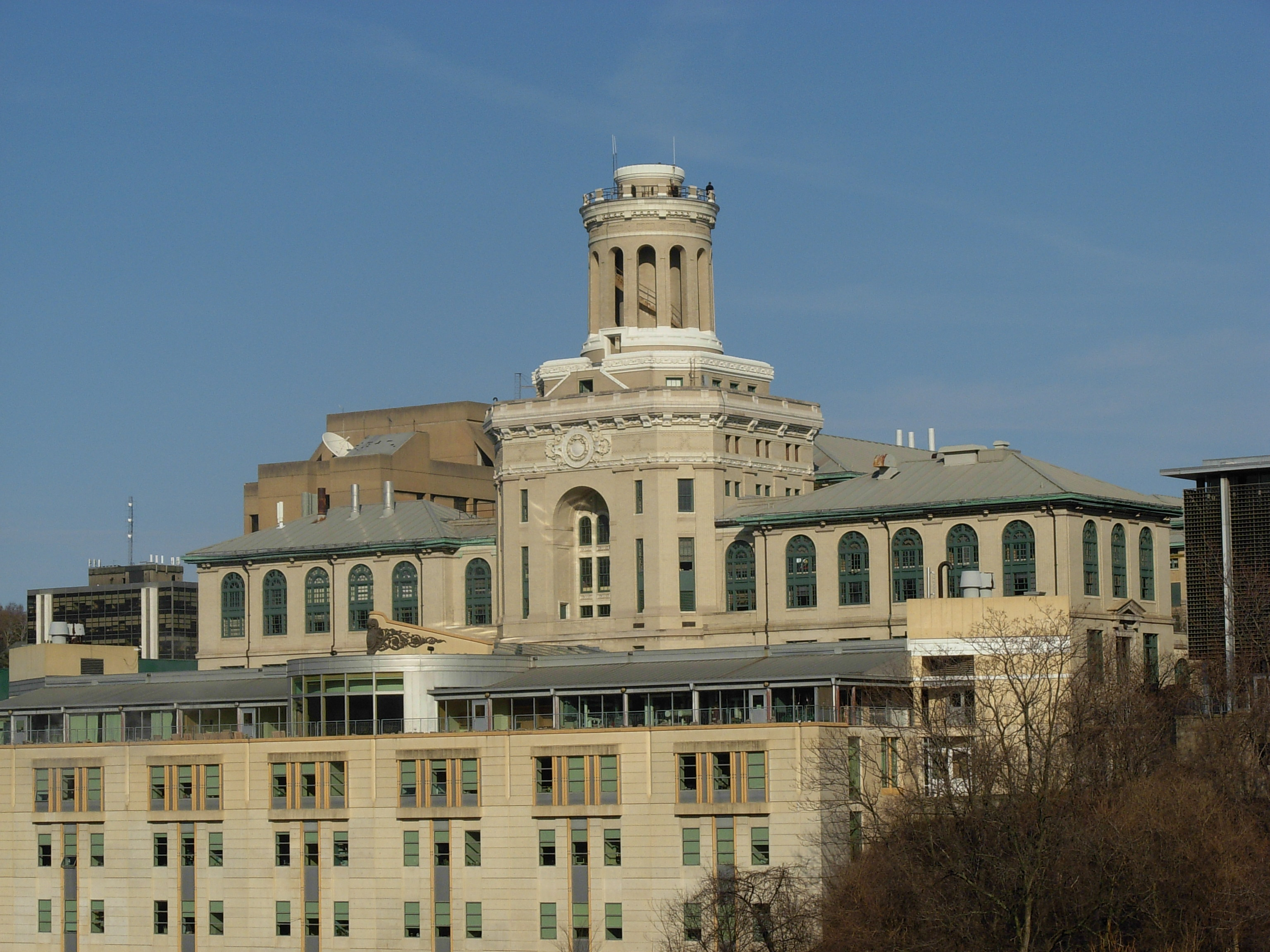
カーネギーメロン大学

ピッツバーグ市内、および都市圏内には多くの大学がキャンパスを置いている。中でもとりわけ高い評価を受けており、全米のみならず世界的に知名度が高いのが、1900年にアンドリュー・カーネギーが設立したカーネギー技術学校と1913年にアンドリュー・メロンが設立したメロン工学研究所を前身とするカーネギーメロン大学である。この私立大学はUSニューズ&ワールド・レポートが毎年発行している全米の大学ランキングで常に上位25位以内に入る評価を受けている。同学はカーネギー技術学校時代からの伝統の工学をはじめ、コンピュータ科学、情報公共政策管理、経済学、および芸術の分野で特に高い評価を受けている。同学は学部生約6,000人、大学院生約5,000人を抱え、ダウンタウンの東約5km、教育機関、研究機関、文化施設の集中するピッツバーグの文教地区であるオークランド地区に約580,000m²のキャンパスを置いている。同学は2005年、アジアにおける情報セキュリティ教育研究拠点となることを目指して、兵庫県神戸市中央区に日本校を設立した（2010年に廃止）。

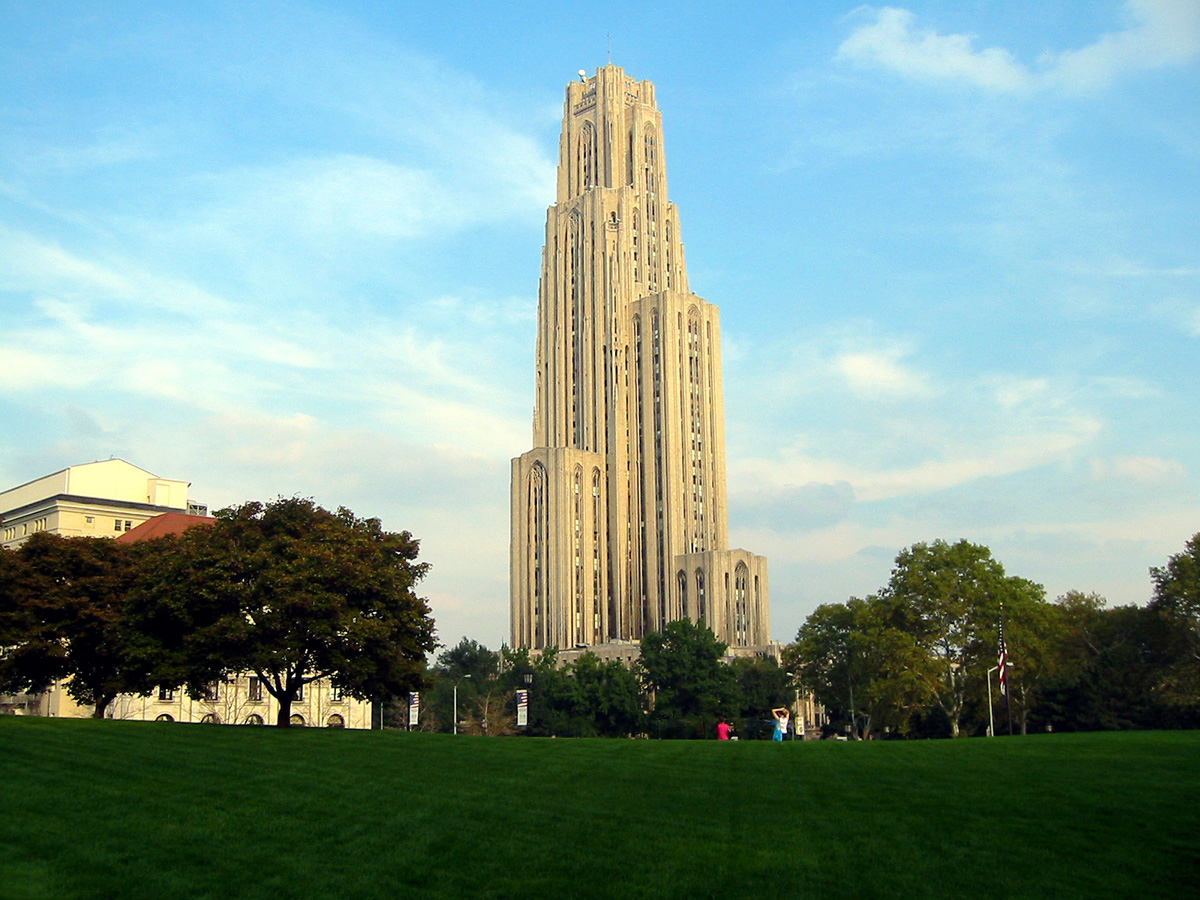
ピッツバーグ大学

カーネギーメロン大学の西にはピッツバーグ大学の約530,000m²のキャンパスが隣接している。1787年にピッツバーグ・アカデミーという私立の高等教育機関として設立されたこの大学は、1966年に「州が関与する大学」としてペンシルベニア州の高等教育システムに組み入れられた。同学は学部生約27,000人、大学院生約17,000人を抱える大型総合大学である。同学はUSニューズ&ワールド・レポートの大学ランキングでは全米の州立大学の中で上位20位以内、全体でも上位60位以内に入っている。同学は特に医学、歯学、薬学、保健学、看護学、情報科学、社会福祉学の分野で高い評価を得ている。また、オークランド地区内の西側に立地している同学の病院、ピッツバーグ大学医療センター（UPMC）は、全米で最も優れた病院の1つに数えられている。同学の物理学・天文学部は、市北端のペリー・ノース地区の丘の上にアルゲイニー天文台を置いている。

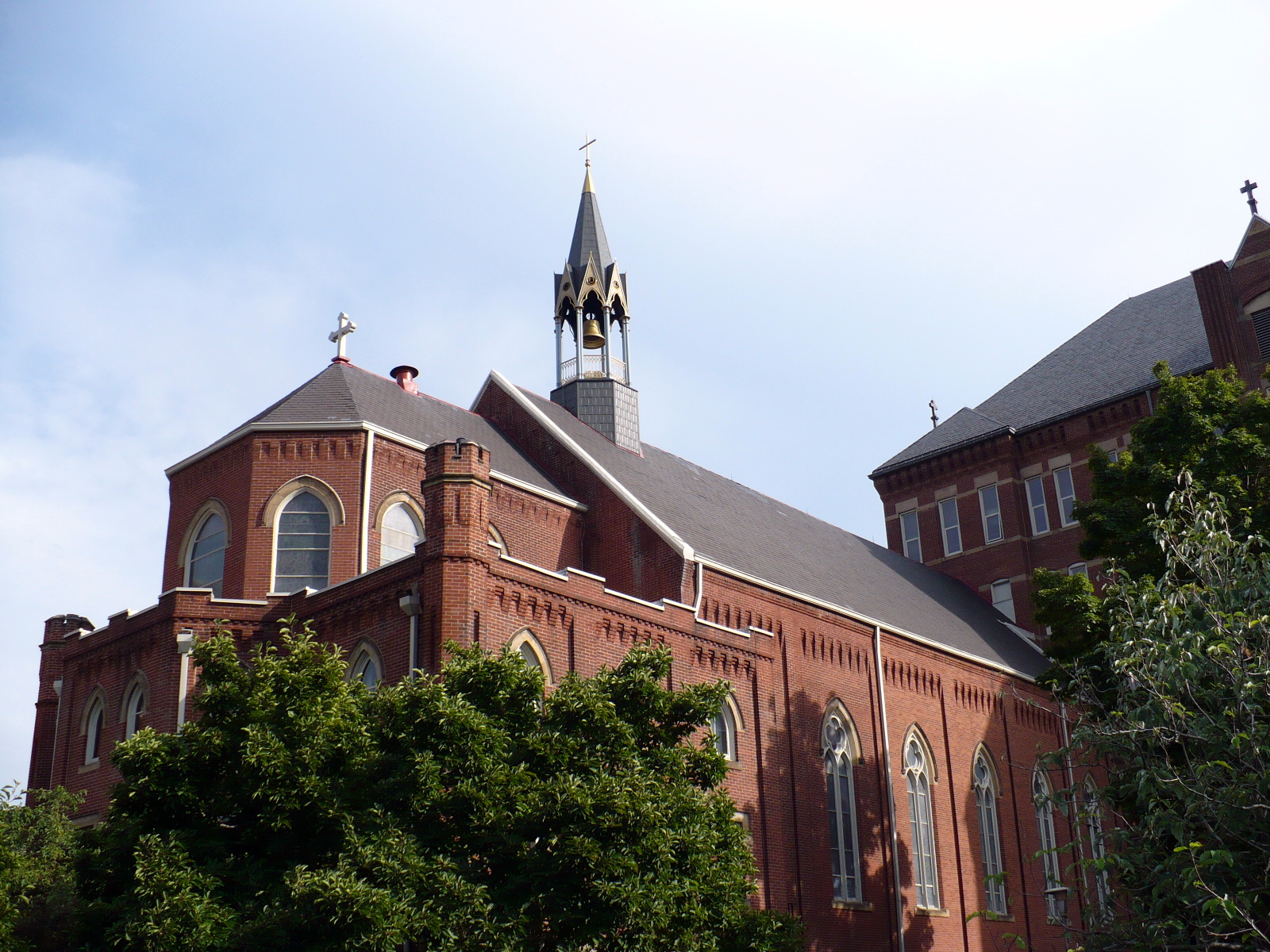
デュケイン大学

デュケイン大学はダウンタウンの南東に隣接するブラフ地区に約200,000m²のキャンパスを構えている。同学は学部生約6,000人、大学院生約4,500人を抱えるカトリック系の中規模私立大学で、少人数クラスによる教育を行っている。同学はUSニューズ&ワールド・レポートの大学ランキングでは上位150位以内に入る評価を受けており、1878年に創立されてからの伝統のリベラル・アーツに加えて、法学、経営学、薬学の専門分野の大学院が高い評価を受けている。
このほかには、以下の大学がピッツバーグ市内、または都市圏内にキャンパスを置いている。
- カーロウ大学（英語版）（Carlow University） - オークランド地区にキャンパスを構え、学部生約1,900人、大学院生約500人を抱えるカトリック系小規模私立大学。1929年に創立された当初は女子大学で、1945年に共学化したが、現在でも学生の9割以上を女子が占める。
- チャタム大学（英語版）（Chatham University） - シェイディサイド地区にキャンパスを構える1869年創立の女子リベラル・アーツ・カレッジ（ただし大学院は共学）。
- ポイントパーク大学（英語版）（Point Park University） - キャンパスとして確保された土地を持たず、ダウンタウンの数ヶ所に校舎を有する都市型大学。約4,000人の学生を抱える。1960年に創立された、ピッツバーグ市内では最も新しい4年制大学。ジャーナリズムや演技芸術の分野に力を入れている。
- アルゲイニー郡コミュニティカレッジ（英語版）（Community College of Allegheny County） - 1966年創立の2年制コミュニティ・カレッジ。ノースショア地区のメインキャンパスのほか、アルゲイニー郡内に3ヶ所のキャンパスを構え、60,000人以上の学生が学んでいる。
- ラ・ローチェ大学（英語版）（La Roche College） - 北郊のマッカンドレスにキャンパスを構え、学部生約1,700人、大学院生約250人を抱える1963年創立のカトリック系小規模私立大学。
- ペンシルベニア州立スリッペリーロック大学（英語版）（Slippery Rock University of Pennsylvania） - 北郊のスリッペリーロックにキャンパスを構え、学部生約7,000人、大学院生約700人を抱える中規模州立大学。
- ロバートモリス大学（英語版）（Robert Morris University） - 西郊のムーン・タウンシップにキャンパスを構え、学部生約4,000人、大学院生約1,100人を抱える1921年創立の中規模私立大学。
- ジェネバ大学（英語版）（Geneva College） - 北西郊のビーバーフォールズにキャンパスを構え、学部生約1,600人、大学院生約250人を抱える1848年創立の長老派教会系リベラル・アーツ・カレッジ。
- ワシントン・アンド・ジェファーソン大学（英語版）（Washington & Jefferson College） - 南西郊のワシントンにキャンパスを構え、約1,500人の学生を抱える私立リベラル・アーツ・カレッジ。1781年創立の長い歴史を誇るリベラル・アーツ・カレッジで、全米のリベラル・アーツ・カレッジの中で上位100位以内に入る評価を受けている。
- ペンシルベニア州立カリフォルニア大学（英語版）（California University of Pennsylvania） - 南郊のカリフォルニアにキャンパスを構え、学部生約6,700人、大学院生約1,400人を抱える1852年創立の中規模州立大学。
- シートンヒル大学（英語版）（Seton Hill University） - 東郊のグリーンズバーグにキャンパスを構える1883年創立のカトリック系私立大学。
- セント・ヴィンセント大学（英語版）（Saint Vincent College） - 東郊のレイトローブにキャンパスを構え、学部生約1,600人、大学院生約200人を抱えるカトリック系リベラル・アーツ・カレッジ。1846年創立当初は男子大学で、1983年に共学化した。

### 初等・中等教育
ピッツバーグにおけるK-12課程はピッツバーグ公立学区の管轄下にある公立学校によって支えられている。この学区はペンシルベニア州内の公立学区としては2番目に大きい規模で、幼稚園から高等学校まであわせて66校の学校を運営しており、約26,000人の児童・生徒が在学している。また、ピッツバーグ市内には公立学校のほか、教会系その他の私立学校も複数存在する。

### 図書館
ピッツバーグの公共図書館システムであるピッツバーグ・カーネギー図書館システムはオークランド地区に立地する本館をはじめ、市内に19ヶ所の図書館を構えている。これらの図書館は全米の他のカーネギー図書館同様、アンドリュー・カーネギーが私財を投じて設立したものである。ピッツバーグ・カーネギー図書館システムの蔵書数は650万冊を超え、全米でも有数の規模である。

## 文化
19世紀から20世紀にかけて、地元の実業家や非営利組織はピッツバーグの地に教育機関や文化施設を造るために何百万ドルにもおよぶ巨額の寄付をしてきた。そのため、ピッツバーグは芸術・文化資産の豊かな街になった。

### 演技芸術
| ハインツ・ホール |  | ベネダム・センター |
| ハインツ・ホール |  | ベネダム・センター |

音楽においては、アメリカ有数のオーケストラとして知られるピッツバーグ交響楽団がある。同楽団は1895年に設立され、1910年に一旦解散したものの、1926年に再結成された。1938年から10年間音楽監督を務めたフリッツ・ライナーによって楽団は大発展を遂げ、その名声は世界的なものとなった。その後もウィリアム・スタインバーグが24年間に渡って音楽監督として同楽団を指導し、水準を維持した。さらに、アンドレ・プレヴィン、ロリン・マゼール、マリス・ヤンソンスといった著名指揮者が歴代の音楽監督を務めている。
ピッツバーグ交響楽団はハインツ・ホールを、ピッツバーグ・バレエ・シアターとピッツバーグ・オペラはベネダム・センターをそれぞれ本拠としている。ハインツ・ホールは、もとは1927年に建てられたロウズ・ペン・シアターという映画館であった。しかし1960年代に経営が悪化するとハインツの社長ヘンリー・J・ハインツ2世らが映画館とその敷地を買い取って改装し、1971年に演技芸術全般の公演を催す劇場として再生され、その劇場にハインツの名が冠せられた。一方、ベネダム・センターは、1928年にスタンレー・シアターという映画館として建てられ、1977年から1982年までロックのライブハウスとして使用された後、1987年に劇場として再生されたものである。ベネダム・センターは1986年に、「スタンレー・シアターおよびクラーク・ビルディング」として国家歴史登録財に指定された。ダウンタウンの文化地区に立地するこれらの劇場ではこのほか、リバー・シティ・ブラスバンドやピッツバーグ青少年交響楽団などの公演も行われている。
大学もピッツバーグの演技芸術の振興に貢献している。デュケイン大学の学生で構成される同学の多文化演技芸術団体、タンブリツァンズ（Tamburitzans）は、特に東欧の歌謡や舞踊を中心とする公演を行っている。ポイントパーク大学は、オークランド地区にピッツバーグ・プレイハウスという劇場を有している。この劇場ではザ・レップ（The REP）というプロの演技芸術団体のほか、同学の学生で構成される演技芸術団体3つが本拠として公演を行っている。

### 美術館・博物館

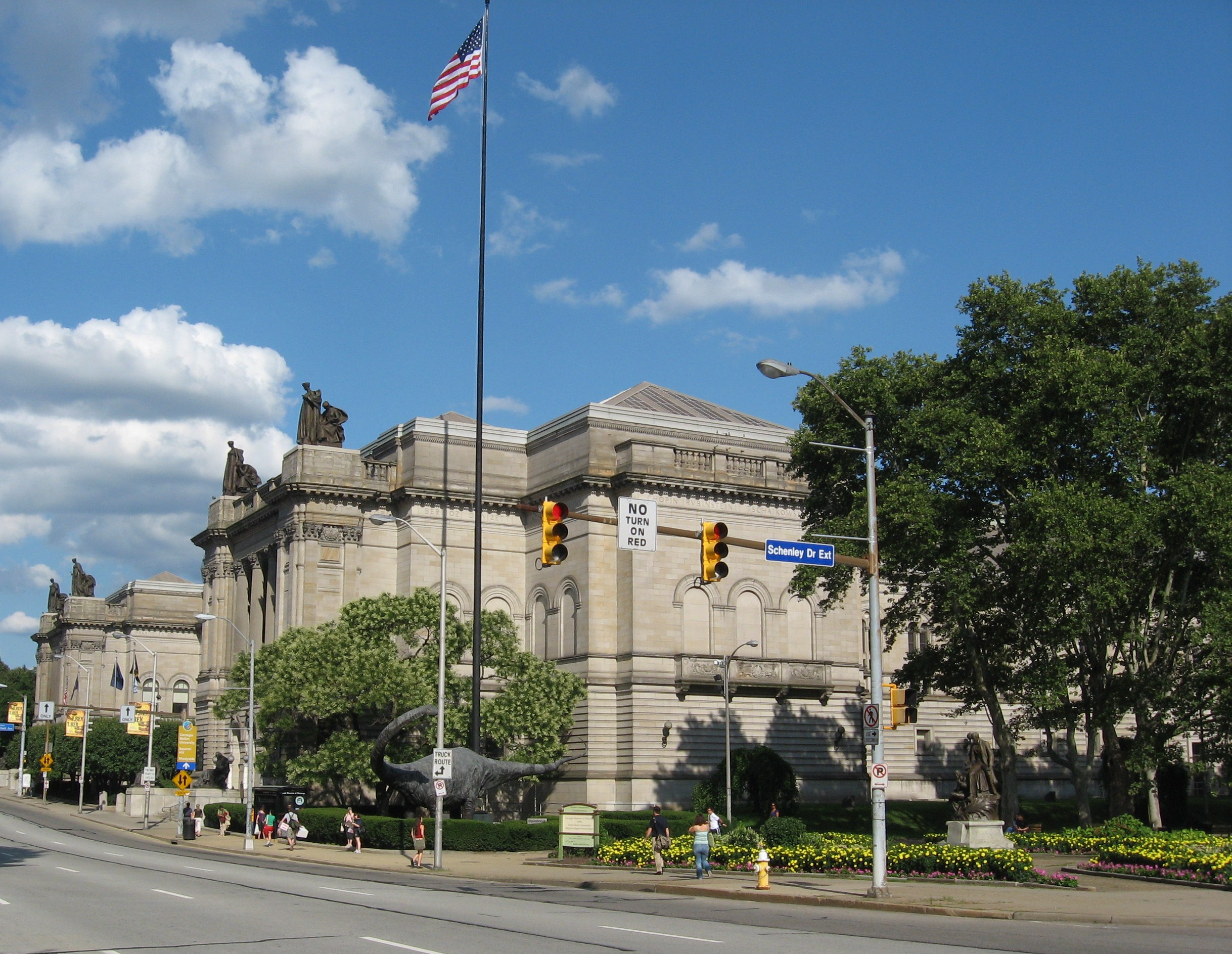
カーネギー・インスティテュート

鉄鋼王アンドリュー・カーネギーは美術館や博物館にもその財を投じた。オークランド地区に立地するカーネギー・インスティテュート（カーネギー研究所とは異なる）は、カーネギー美術館、カーネギー自然史博物館、ピッツバーグ・カーネギー図書館本館、およびカーネギー音楽ホールが1つの施設の中に入った複合文化施設である。
1895年に開館したカーネギー美術館は近現代美術作品のコレクションで知られている。加えて、同館は19世紀以降のアメリカ美術作品、フランスの印象派・ポスト印象派の作品、および17世紀後期以降のヨーロッパ・アメリカの装飾芸術作品も展示している。また、同館には建築や彫刻に特化した展示スペースも設けられている。1896年に開館したカーネギー自然史博物館は恐竜のコレクションで知られ、その量はワシントンD.C.の国立自然史博物館、ニューヨークのアメリカ自然史博物館に次ぐ全米第3のものである。
1991年に開館した、ノース・ショア地区に立地するカーネギー科学センターは、アメリカ合衆国海軍の潜水艦レクゥインなど、技術に特化した展示物を展示している。同じくノース・ショア地区に立地するアンディ・ウォーホル美術館はその名が示す通り、ピッツバーグが生んだポップアートの旗手、アンディ・ウォーホルの作品を展示している。同館は、1人の芸術家に特化した美術館としては全米最大のものである。
アンドリュー・カーネギーが建てた、もしくはカーネギー・インスティテュートが設立に関与したカーネギー美術館、カーネギー自然史博物館、カーネギー科学センター、アンディ・ウォーホル美術館の4つの美術館・博物館は、まとめて「カーネギー・ミュージアムズ・オブ・ピッツバーグ」と呼ばれている。
これらの美術館・博物館のほかには、ピッツバーグ市内にはフリック芸術・歴史センター、ピッツバーグ芸術センター、マットレス・ファクトリーなどの美術館がある。ピッツバーグ芸術庭園は、造園技術に芸術性を持たせ、展示することを目的とした野外美術館である。ストリップ地区にはジョン・ハインツ上院議員ピッツバーグ地域歴史センターや西ペンシルベニア・スポーツ博物館が立地している。ダウンタウンの北東約10km、オハラ・タウンシップの丘の上には、ドイツの豪邸のような外観をしたバイエルンホフ音楽博物館が建っている。

### スポーツ
ピッツバーグにはMLB、NFL、NBA、NHLの北米4大プロスポーツリーグのうち、NBAを除く3リーグがチームを置いている。また、MLBのピッツバーグ・パイレーツ、NFLのピッツバーグ・スティーラーズ、NHLのピッツバーグ・ペンギンズはすべて、チームカラーを市の公式色である黒と金色にしている。

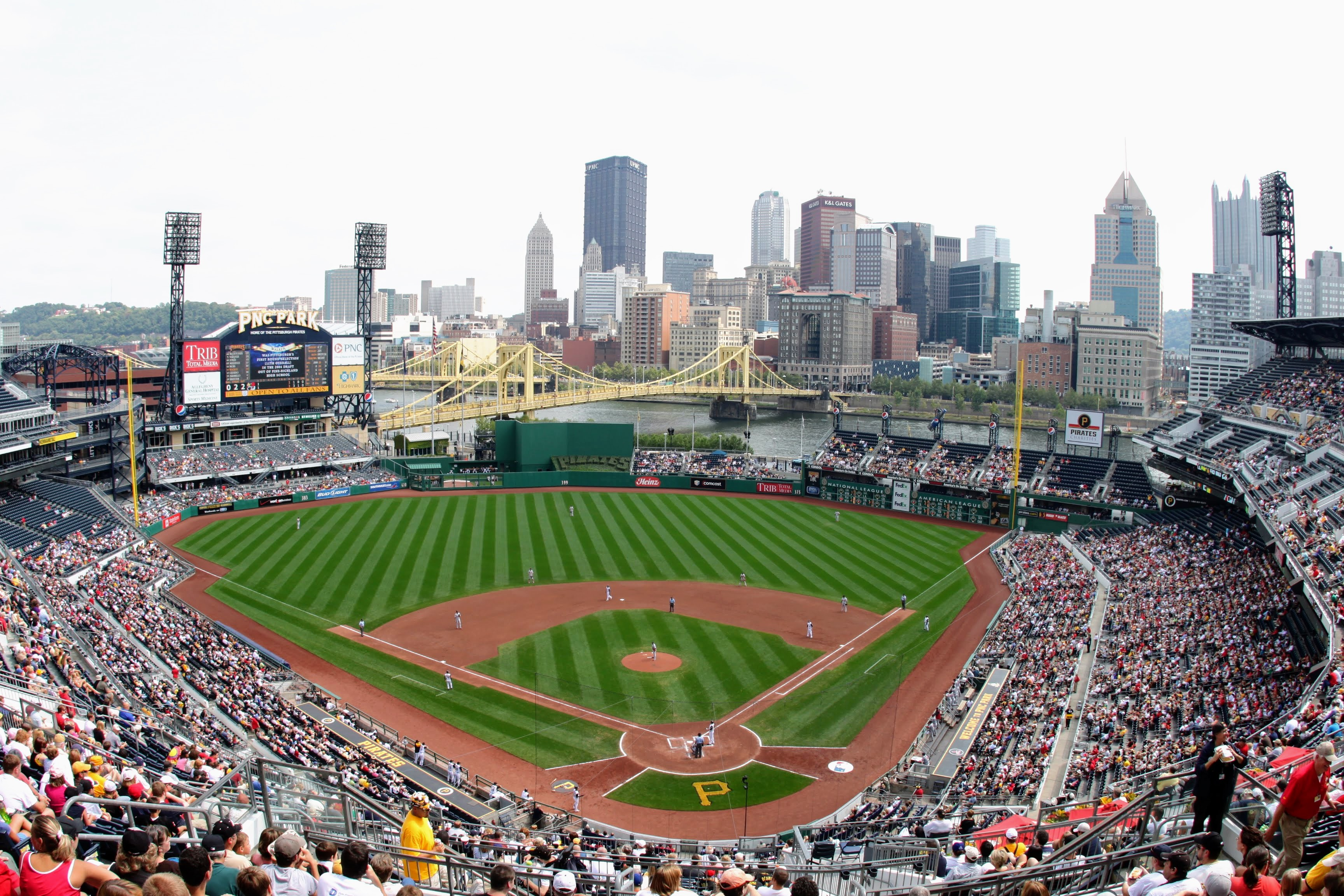
PNCパーク

パイレーツは1882年に創設され、アメリカン・アソシエーションの初期メンバーとして加わって以来存続しており、5度のワールドシリーズ優勝経験を持つ、長い伝統と実績を有するチームである。1887年にナショナル・リーグに移行し、1901年に初のリーグ優勝、また1909年には初のワールドシリーズ制覇を果たした。1970年代は特に強く、東地区（当時）で6度の地区優勝を果たし、そのうち1971年・1979年にはワールドシリーズでも優勝した。しかし1980年代に入るとチームは低迷し、1990年から1992年まで3年連続で地区優勝するもののいずれもリーグ優勝決定戦で敗れており、さらに1993年から2012年にかけては20年連続負け越しのメジャーリーグワースト記録を作るなど、ワールドチャンピオンはおろかリーグ優勝からも遠ざかっている。パイレーツは1970年から2000年までダウンタウンに建っていたスリー・リバース・スタジアムをスティーラーズと共用していたが、2001年以降は野球専用スタジアムとしてノース・ショア地区に建てられたPNCパークをホームとしている。

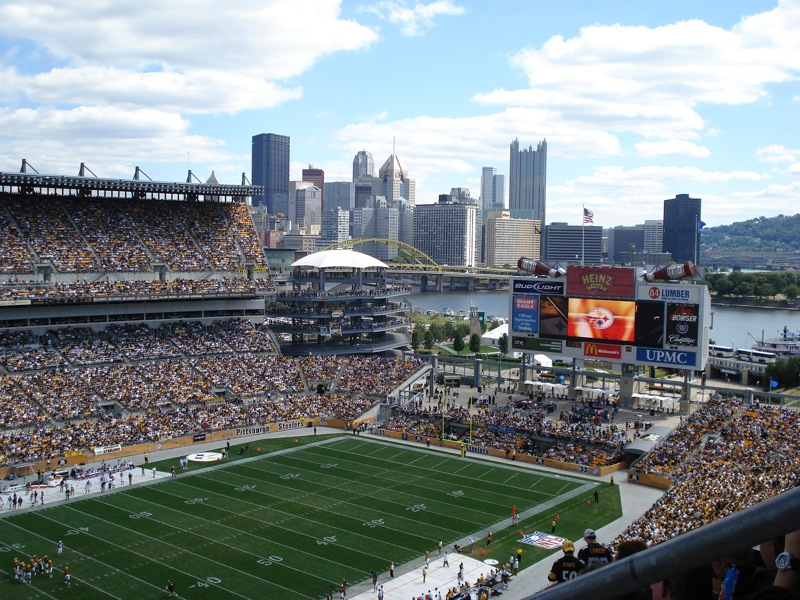
アクリシュア・フィールド

スティーラーズは1933年に創設された、現存するNFLのチームの中では5番目に長い歴史を持つチームである。スティーラーズは1970年代にはTeam of the Decadeと呼ばれ、黄金時代を謳歌した。その間、チームは1972年に地区優勝、さらに1974年から1979年までは6年連続で地区優勝し、そのうち1974年、1975年、1978年、1979年と4回のスーパーボウル制覇を果たした。1980年代には平凡なシーズンが多かったものの、1990年代から2000年代にかけてチームは上位に入ることが多くなり、2005年には5度目、さらに2008年にはNFL史上最多となる6度目のスーパーボウル制覇を果たした。また、スティーラーズはテリブルタオルと呼ばれる黄色いタオルを振り回すファンの応援スタイルでも知られている。スティーラーズは2001年にフットボール専用スタジアムとしてノース・ショア地区に建てられたアクリシュア・スタジアムをホームとしている。

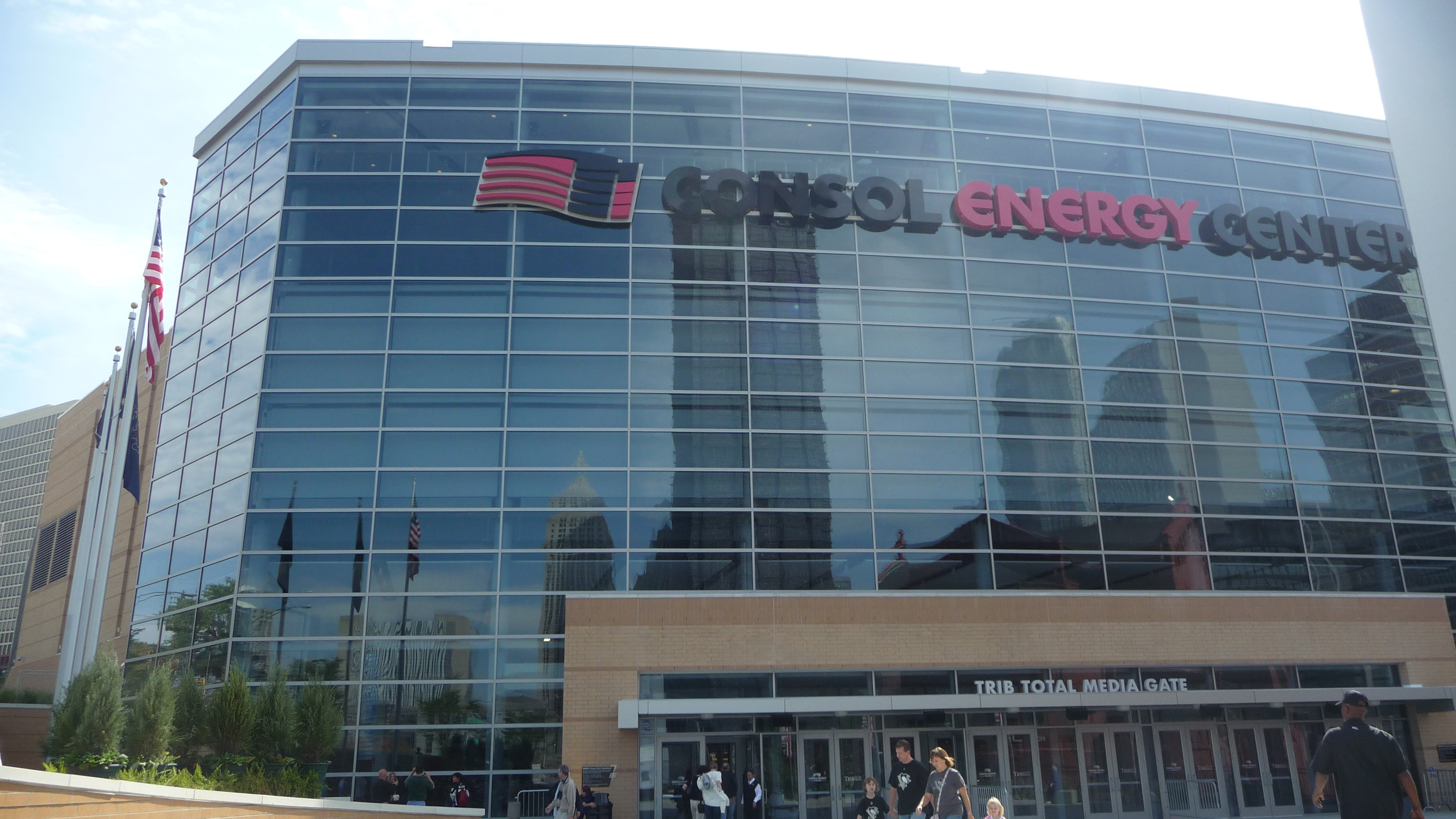
コンソル・エナジー・センター

ペンギンズは1967年のNHLエクスパンションの際に創設された、いわゆるエクスパンション・シックスと呼ばれるチームのうちの1つである。1970年代、1980年代には下位に沈むシーズンが多かったが、1991年、1992年とスタンレー・カップ2連覇を果たし、2009年にもスタンレー・カップを制し、2016年、2017年にもスタンレー・カップ2連覇を果たした。ペンギンズはダウンタウンの東端に立地する、それまでのメロン・アリーナに代わる競技場として建設され、2010年に開場したPPGペインツ・アリーナを本拠地としている。
| ピッツバーグにおけるメジャー・プロスポーツ | ピッツバーグにおけるメジャー・プロスポーツ | ピッツバーグにおけるメジャー・プロスポーツ | ピッツバーグにおけるメジャー・プロスポーツ |
| チーム                                     | スポーツ                                   | リーグ                                     | 本拠地                                     |
| ------------------------------------------ | ------------------------------------------ | ------------------------------------------ | ------------------------------------------ |
| ピッツバーグ・パイレーツ                   | 野球                                       | MLB、ナ・リーグ中地区                      | PNCパーク                                  |
| ピッツバーグ・スティーラーズ               | フットボール                               | NFL、AFC北地区                             | アクリシュア・フィールド                   |
| ピッツバーグ・ペンギンズ                   | アイスホッケー                             | NHL、東カンファレンス メトロポリタン地区   | PPGペインツ・アリーナ                      |
| ピッツバーグ・リバーハウンズSC             | サッカー                                   | USLチャンピオンシップ、東カンファレンス    | ハイマーク・スタジアム                     |

また、これらのメジャー・プロスポーツと並んで、ピッツバーグ大学のスポーツチーム、パンサーズもピッツバーグでは重要である。パンサーズはNCAAのディビジョンIに属するビッグ・イースト・カンファレンスに所属している。同カンファレンスにはディビジョンI最多の16チーム（ただしフットボールは8チーム）が加入しており、特に男子バスケットボールにおいて激戦区として知られている。パンサーズのフットボールチームはアクリシュア・フィールドを、バスケットボールチームはキャンパス内のピーターセン・イベンツ・センターをホームとしている。
さらにUSFLのピッツバーグ・モーラーズが本拠地を置いた(2022年-2023年)。

### 公園とレクリエーション
ダウンタウンの西端、アレゲニー川とモノンガヒラ川の合流点近くはポイント州立公園にとして整備されている。園内にはピッツバーグに現存する最古の建築物、ピット砦の小要塞跡が残っている。合流点には公園の下を流れる伏流水から取水し、地上から45.7mの高さまで水を噴き上げる噴水が設けられている。この公園はダウンタウンの労働者や住民の憩いの場となっているほか、ピッツバーグの観光名所の1つにもなっている。また、この公園では毎年6月にスリー・リバーズ芸術祭が、また毎年7月には独立記念日の花火大会を兼ねるほか、スリー・リバーズ・レガッタというボートの大会が開かれる。
市の東部には、オークランド地区とスクウィラル・ヒル地区にまたがり、約1,845,000m²の敷地を有するシェンレー・パークがある。この公園はカーネギーメロン大学のキャンパスの南、ピッツバーグ大学のキャンパスの南東に隣接している。公園の入口にあたるシェンレー・プラザには庭園やフードスタンド、また家族連れ向けにビクトリア王朝時代のメリーゴーランドが設けられている。園内にはフィップス温室・植物園が立地している。また、この公園にはスポーツ施設も充実しており、ハイキングコース、13面のテニスコート、全天候型の陸上競技場、サッカー場、アイススケートリンク、スイミングプール、18ホールのゴルフコース、および18ホールのディスクゴルフコースがある。
また、南東郊のウェストミフリンにはケニーウッドという遊園地が立地している。1898年に開園したこの遊園地は、国家歴史登録財に登録されている、全米で2園しかない遊園地の1つである。ケニーウッドは開園以来2007年まで家族経営であったが、それ以降は世界的に事業を展開しているマドリードの遊園地経営会社、パークス・レユニドス社によって経営されている。

## 人口動態

### 都市圏人口
ピッツバーグの都市圏、および広域都市圏を形成する各郡の人口は以下の通りである（2020年国勢調査）。
ピッツバーグ都市圏
| 郡                   | 州               | 人口        |
| -------------------- | ---------------- | ----------- |
| アルゲイニー郡       | ペンシルベニア州 | 1,250,578人 |
| ウェストモアランド郡 | ペンシルベニア州 | 354,663人   |
| ワシントン郡         | ペンシルベニア州 | 209,349人   |
| バトラー郡           | ペンシルベニア州 | 193,763人   |
| ビーバー郡           | ペンシルベニア州 | 168,215人   |
| ファイエット郡       | ペンシルベニア州 | 128,804人   |
| アームストロング郡   | ペンシルベニア州 | 65,558人    |
| 合計                 | 合計             | 2,370,930人 |

ピッツバーグ・ニューカッスル・ウィアトン広域都市圏
| 都市圏/小都市圏                    | 郡                 | 州                   | 人口        |
| ---------------------------------- | ------------------ | -------------------- | ----------- |
| ピッツバーグ都市圏                 | ピッツバーグ都市圏 | ピッツバーグ都市圏   | 2,370,930人 |
| ウィアトン・ステューベンビル都市圏 | ジェファーソン郡   | オハイオ州           | 65,249人    |
| ウィアトン・ステューベンビル都市圏 | ハンコック郡       | ウェストバージニア州 | 29,095人    |
| ウィアトン・ステューベンビル都市圏 | ブルック郡         | ウェストバージニア州 | 22,559人    |
| ニューカッスル小都市圏             | ローレンス郡       | ペンシルベニア州     | 86,070人    |
| インディアナ小都市圏               | インディアナ郡     | ペンシルベニア州     | 83,246人    |
| 合計                               | 合計               | 合計                 | 2,657,149人 |

### 市域人口推移
以下にピッツバーグ市における1800年から2020年までの人口推移をグラフおよび表で示す。
| 統計年 | 人口      | 順位 |
| ------ | --------- | ---- |
| 1800年 | 1,565人   | -    |
| 1810年 | 4,768人   | 31位 |
| 1820年 | 7,248人   | 23位 |
| 1830年 | 12,568人  | 17位 |
| 1840年 | 21,115人  | 17位 |
| 1850年 | 46,601人  | 13位 |
| 1860年 | 49,221人  | 17位 |
| 1870年 | 86,076人  | 16位 |
| 1880年 | 156,389人 | 12位 |
| 1890年 | 238,617人 | 13位 |
| 1900年 | 321,616人 | 11位 |
| 1910年 | 533,905人 | 8位  |
| 1920年 | 588,343人 | 9位  |
| 1930年 | 669,817人 | 10位 |
| 1940年 | 671,659人 | 10位 |
| 1950年 | 676,806人 | 12位 |
| 1960年 | 604,332人 | 16位 |
| 1970年 | 520,117人 | 24位 |
| 1980年 | 423,938人 | 30位 |
| 1990年 | 369,879人 | 40位 |
| 2000年 | 334,563人 | 52位 |
| 2010年 | 305,704人 | 59位 |
| 2020年 | 302,971人 | 68位 |

## 姉妹都市
ピッツバーグは以下15都市と姉妹都市提携を結んでいる。
- 武漢市（中華人民共和国）
- オストラヴァ（チェコ）
- さいたま市（日本・埼玉県） - 大宮市がピッツバーグと姉妹都市提携を結んでいた。
- ザグレブ（クロアチア）
- ザールブリュッケン（ドイツ）
- サン・イシドロ（ニカラグア）
- シェフィールド（イギリス・イングランド）
- スコピエ（マケドニア）
- ソフィア（ブルガリア）
- ダナン（ベトナム）
- ドネツィク（ウクライナ）
- ビルバオ（スペイン）
- フェルナンド・デ・ラ・モラ（パラグアイ）
- プレショフ（スロバキア）
- マタンサス（キューバ）